# Limburgerhof
Limburgerhof ist eine verbandsfreie Gemeinde im Rhein-Pfalz-Kreis innerhalb der Metropolregion Rhein-Neckar und ist überregional bekannt durch das BASF-Agrarzentrum Limburgerhof. Die Gemeinde entstand erst 1930 auf Flächen der Gemeinden Mutterstadt, Neuhofen, Rheingönheim und Schifferstadt. Innerhalb des Rhein-Pfalz-Kreises ist sie außerdem gemessen an der Einwohnerzahl hinter Schifferstadt und Mutterstadt die drittgrößte Ortsgemeinde.

## Geographie
Limburgerhof liegt auf halbem Weg zwischen Ludwigshafen am Rhein und Speyer auf einer Niederterrasse am Westrand des „Bruchs“, einer alten Rheinschlinge, die später verlandete. Westlich von Limburgerhof zieht sich in nordwestlicher Richtung eine weitere Terrassenkante hin, die, wie vor- und frühgeschichtliche Fundstellen zeigen, siedlungsgeographisch von großer Bedeutung war.
In der diluvialen Niederterrasse sind Reste der ehemaligen Fauna zu finden. So wurde im Mai 1973 nördlich vom Bahnhof bei Kanalarbeiten in 5 Meter Tiefe ein Mammutschädel entdeckt, der sich heute im Historischen Museum der Pfalz in Speyer befindet.
Durch den Südosten der Gemarkung verläuft der Rehbach; in diesem Bereich nimmt er von rechts den Ranschgraben auf.

### Limburger Hof
Aus dem Limburger Gut des Jahres 1035 wurde 1807 der Limburger Hof. Mit einem „Vergabungsbrief“ vom 16. Februar 1035 verlieh der Salierkaiser Konrad II. dem Benediktinerkloster Limburg bei Bad Dürkheim das Dorf Schifferstadt mit seiner Gemarkung. Das bewaldete Gelände des jetzigen Limburgerhof, südlich des Böhlgrabens, war ein Teil dieser Schenkung.

### Rehhütte

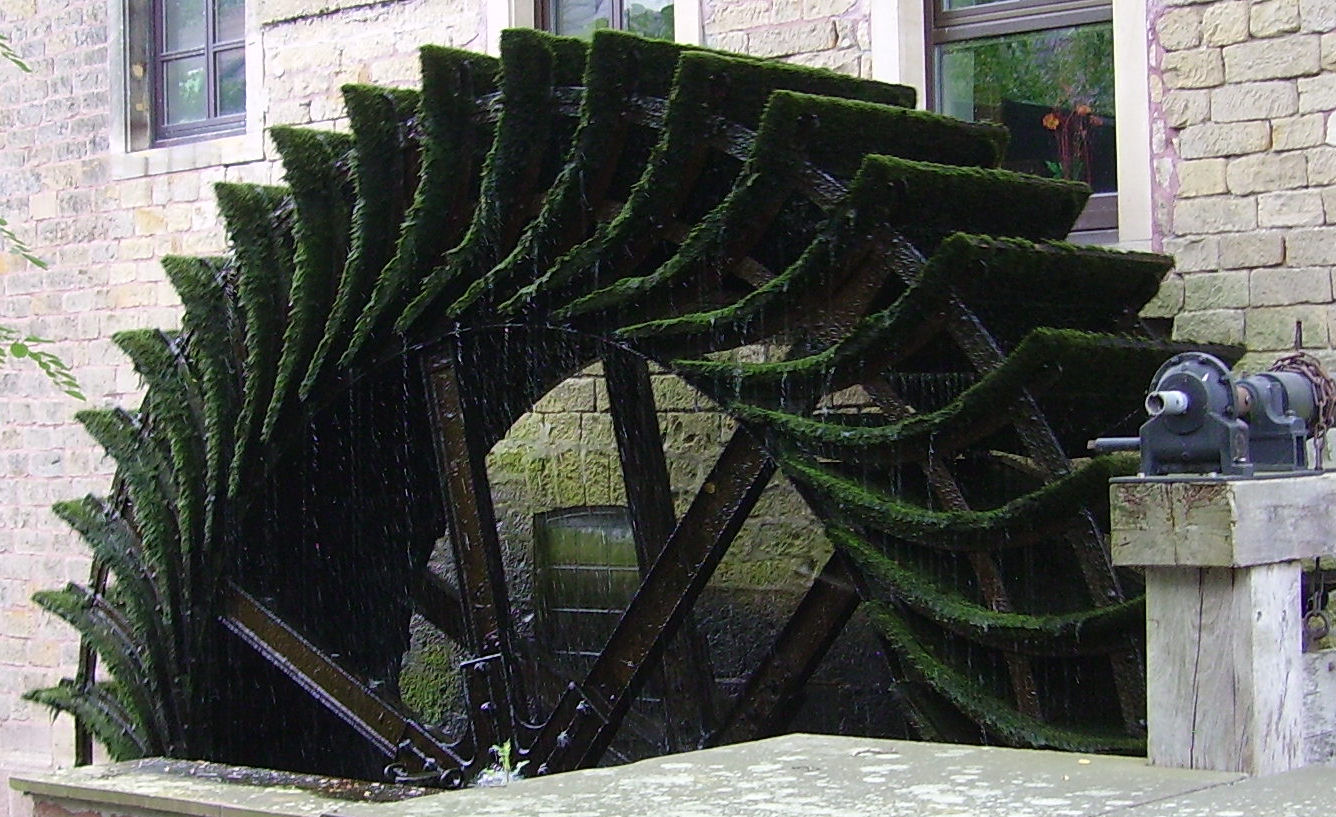
Mühlrad der Rehhütte

Die 1590 erstmals genannte Rehhütte ist der älteste heute noch bestehende Ortsteil. Eine Mühle am Rehbach wurde allerdings schon im Jahr 1241 urkundlich genannt. Im Dreißigjährigen Krieg brannten alle Gehöfte ab. Den Wiederaufbau betrieb 1654 Kurfürst Karl Ludwig mit dem Errichten einer Zollstation.

### Kohlhof

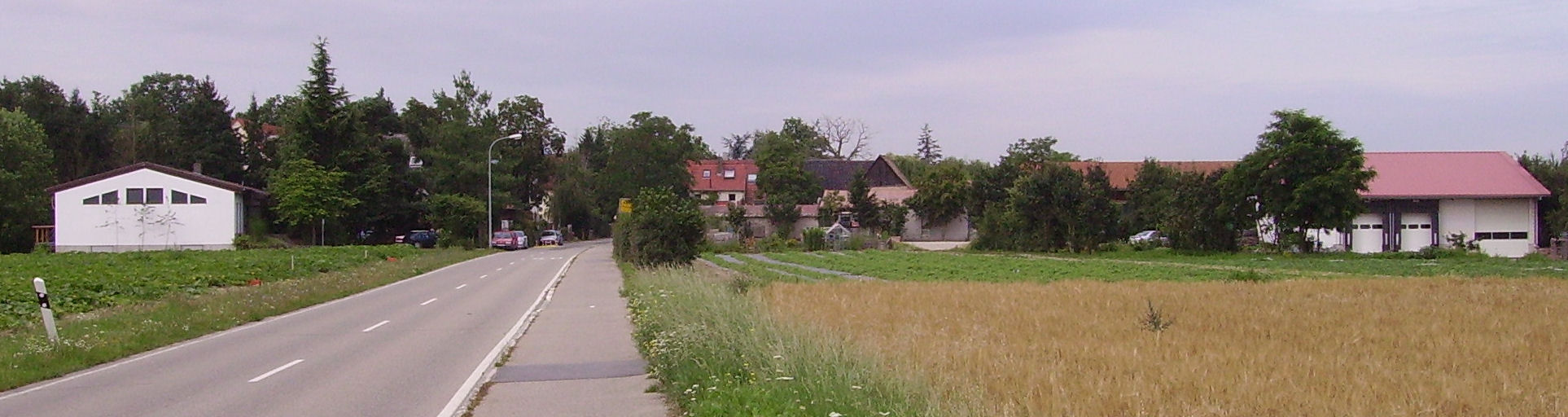
Gesamtansicht des Kohlhofs

Nach den Verwüstungen des 17. Jahrhunderts siedelten die Kurfürsten zu Beginn des 18. Jahrhunderts zwei aus der Schweiz ausgewanderte Mennonitenfamilien als Pächter auf dem Kohlhof an. Daraus entstanden sechs Bauernhöfe. Die Mennonitengemeinde besteht weiterhin. Von 1816 bis Ende 1929 gehörte der Kohlhof zur Gemeinde Schifferstadt. 1930 wurde der Kohlhof der in diesem Jahr gegründeten Gemeinde Limburgerhof zugeschlagen.

## Geschichte

### Bis zur Selbständigkeit
Vorgeschichte
Erste Spuren menschlicher Anwesenheit auf dem Gebiet der heutigen Gemeinde sind Steinwerkzeuge der Mittleren Steinzeit, die in der Gewann „Gänsberg“ gefunden wurden. Bereits in der Bronzezeit haben sich auf dem Gebiet des heutigen Limburgerhof Menschen niedergelassen.
Im Oktober 1958 wurde beim Hungergraben an der Bundesstraße 9 auf dem Gelände der Landwirtschaftlichen Versuchsstation der BASF ein Urnengrab der Bronzezeit gefunden und in der Sandgrube Gewann Gänsberg wurde schon im Jahr 1955 ein Hockergrab der früheren Bronzezeit gefunden.
Aus den folgenden tausend Jahren fehlen archäologische Funde.
Römerzeit
In der Römerzeit führte eine Fernstraße von Straßburg nach Mainz quer durch die heutige Gemarkung. Von dieser Straße sind mehrere Meilensteine bekannt, die allerdings in den Fundamenten des spätrömischen Kastells Altrip verbaut waren. Nach den Entfernungsangaben auf diesen Meilensteinen, die auf Speyer bezogen sind, ließ sich errechnen, dass mindestens zwei dieser Meilensteine auf der heutigen Gemarkung Limburgerhof gestanden haben müssen.
An dieser Römerstraße lag vermutlich im nördlichen Bereich des heutigen Ortes eine kleine römische Ansiedlung, von der außer einigen Streufunden vor allem Brandgräber auf dem Gelände der ehemaligen Zuckerfabrik gefunden wurden. Das Fundmaterial ist jedoch seit dem Zweiten Weltkrieg verschollen. Eine zweite römische Ansiedlung ist aufgrund von Lesefunden am Hungergraben im Südwesten der Gemarkung anzunehmen. Es handelt sich wohl um einen römischen Gutshof.
Mittelalter
Mit den römischen Funden brechen die archäologischen Quellen aus der Gemarkung Limburgerhof ab. Merowingische und karolingische Funde fehlen völlig.
Stiftung

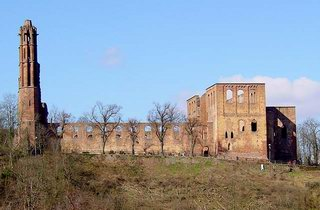
Kloster Limburg bei Bad Dürkheim

1035 stiftete Kaiser Konrad II. das Dorf Schifferstadt dem Kloster Limburg bei Bad Dürkheim, in dessen Besitz es bis 1571 blieb. Die Fläche des heutigen Limburgerhofs blieb im Besitz des Klosters Limburg, auch nachdem 1065 Kaiser Heinrich IV. Schifferstadt dem Speyerer Hochstift übergeben hatte.
Im Jahr 1481 dankte dann Abt Heinrich IV. vom Kloster Limburg beim heutigen Bad Dürkheim ab und zog „in den Limburger Hof bei Speyer“. Damals war das Gebiet noch bewaldet, es wurde erst um das Jahr 1500 gerodet. Der Grundstein zum Ort Limburgerhof wurde um das Jahr 1500 gelegt, als im Bereich des heutigen Orts das Kloster Limburg einen Wirtschaftshof einrichtete, der nach dem Mutterkloster benannt wurde.
Neuzeit
Nicht nur der Dreißigjährige Krieg brachte viel Verwüstung in die Region, sondern auch die Kriege des 18. Jahrhunderts.

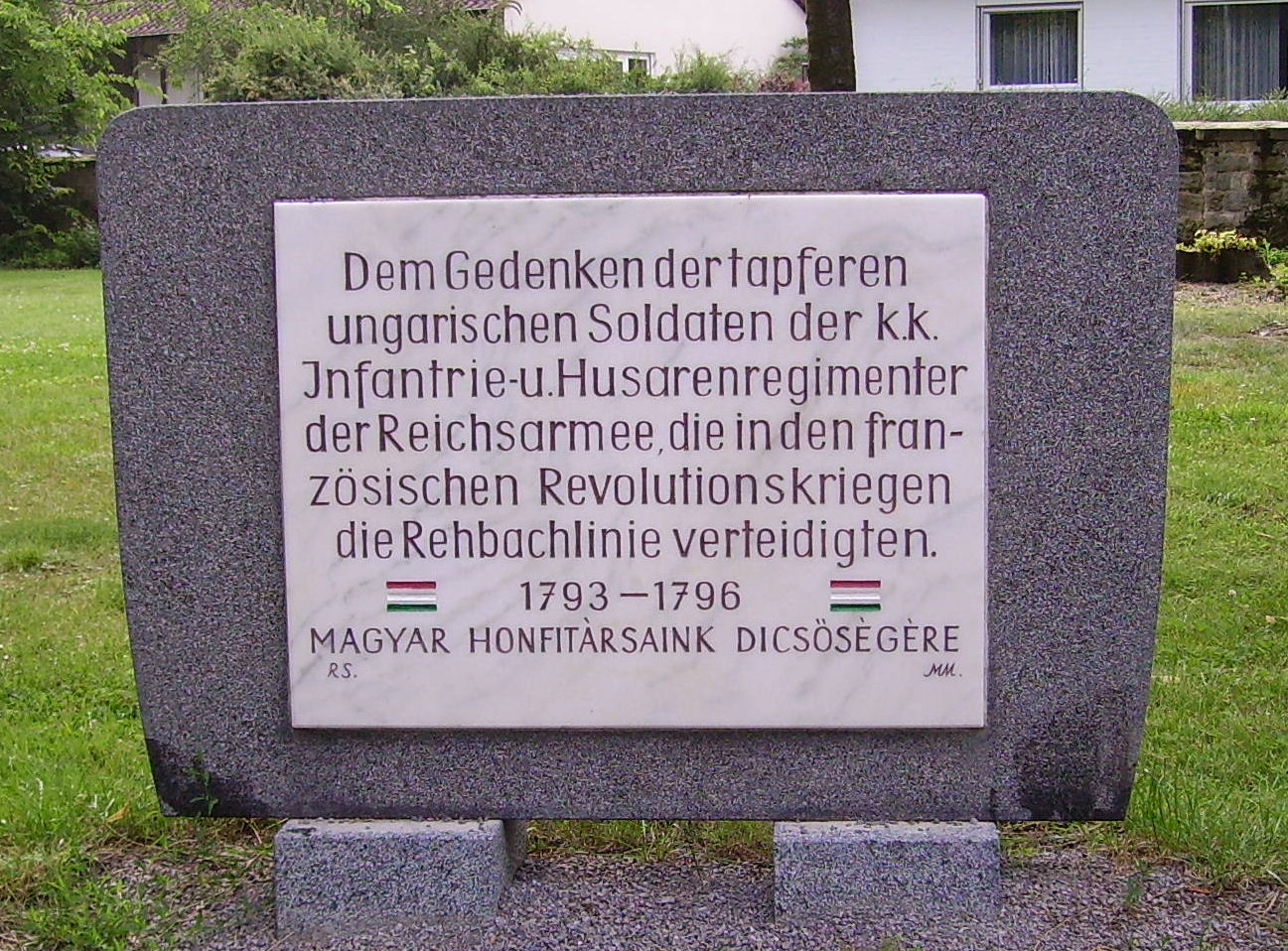
Gedenkstein für das Regiment Vescay

Ein Augenzeuge berichtet wie das österreichische Regiment Vescay am 24. Mai Jahr 1794 am Rehbach hohe Verluste von 520 Mann und 114 Pferden erlitt:

„Ich betrat den schrecklichen Kriegsschauplatz, und noch lagen die Opfer hingestreckt da, noch unbegraben, um sie herum die geronnenen Blutmassen in tiefen Ackerfurchen und vermischt mit dem stehenden Gewässer des Rehbachs. Die aufgehende Morgensonne spiegelte sich in dem Menschenblute, ihre Strahlen prellten davon zurück und erfüllten mich mit Schauder und Entsetzen. Diese ganze furchtbare Fläche, verheert – verwüstet, lag mit toten Menschen und Menschenblut bedeckt vor meinen Augen. Freund! O daß ich nie mehr ein solch gräßliches Schauspiel erlebte!“

1826 erwarb Graf Waldner von Freundstein das von Francois Biechy 1807 gebaute Hofgut. Von seinen Gebäuden sind das Schlösschen und der dreistöckige Turm im Park erhalten. 1851 baute der Kaufmann Carl Gottlob Reihlen die Zuckerfabrik Friedensau und begann den Zuckerrübenanbau. Der Gutsbetrieb ging 1898 auf die BASF über.
Bis 1900 kann nicht von einem Ort gesprochen werden, denn neben den drei Zentren Hofgut, Bahnhof und Fabrik bestanden zu diesem Zeitpunkt nur vereinzelte Häuser. Vor 1900 bestand die Rehhütte, der Kohlhof, das Limburger Hofgut, die Zuckerfabrik Friedensau und die Bahnstation Mutterstadt-Neuhofen. Dieses Gebiet wurde durch die Straße von Speyer nach Mutterstadt durchzogen. Es waren Randbezirke der vier Gemarkungen Mutterstadt, Neuhofen, Rheingönheim und Schifferstadt.
Als die BASF 1900 und 1914 die „Alte“ und die „Neue Kolonie“ mit insgesamt 161 Wohnungen für ihre Arbeiter errichtete, schien die Zukunft als Schlafstätte für Ludwigshafen vorgezeichnet zu sein. Mit der Entwicklung der Ammoniaksynthese und der Errichtung der Landwirtschaftlichen Versuchsstation siedelten sich immer mehr Personen an, und nach langen zähen Kämpfen kam es schließlich zur Bildung eines eigenen Gemeinwesens, wobei die staatliche Obrigkeit das letzte Wort sprechen musste.
Noch im Ersten Weltkrieg setzten Bemühungen ein, Limburgerhof als selbständigen Ort zu etablieren. Der Sägewerksbesitzer Brendel am „Mutterstadter Bahnhof“ machte am 14. März 1918 die erste offizielle Eingabe und forderte zwar nicht die Bildung einer eigenen Gemeinde, so doch die Bildung von Dienststellen wie Polizei und Standesamt. Am 31. Dezember 1920 trafen sich sieben Bürger und kamen aufgrund von Klagen aus der ortsansässigen Bevölkerung überein, die folgenden Punkte als die wichtigsten zu betrachten, die nur durch Bildung einer Gemeinde geregelt werden können:
1. Errichtung eines Standesamtes,
2. Schulwesen,
3. Feuerwehr,
4. Friedhofswesen,
5. Wohnungsfürsorge,
6. Wasser- und Lichtversorgung,
7. Lebensmittelversorgung,
8. Brennstoffversorgung.

In den folgenden Jahren gab es eine Kette von Bemühungen aus den verschiedensten Richtungen. 1922 verlangte eine Gruppe den Anschluss an Ludwigshafen. Die BASF wiederum empfahl, wenn überhaupt nötig, den Anschluss an eine der vier Nachbargemeinden.
Das Bezirksamt Ludwigshafen stellte fest, dass Ludwigshafen kein Verlangen nach einer Eingemeindung habe, dass aber die Zuckerfabrik für Rheingönheim eine große Rolle spiele. Eine Zusammenfassung der vier Ortsteile liege aber im allgemeinen Interesse. In diesem Bericht vom 20. April 1922 wurde aber auch erwähnt, dass Mutterstadt einer Eingemeindung nicht abgeneigt sei.
Als die Separatisten das öffentliche Leben lahmlegten, stellte das Bezirksamt Speyer am 30. August 1923 fest, dass die Angelegenheit augenblicklich ruhe. 1924 wurde gar mitgeteilt, dass die Akten verloren gegangen seien. Im März 1925 teilte das Bezirksamt Speyer der Regierung mit, dass die Einwohnerzahl nunmehr 2.300 betrage, und die Verhältnisse untragbar seien.
Jetzt kamen auch parteipolitische Argumente in die Auseinandersetzung. Die beteiligten Gemeinden rechneten den Parteien-Proporz nach und richteten ihre Einstellung zu der Eingemeindungsfrage danach aus. Immer mehr zeigte sich, dass keine Einigung möglich war, und die übergeordneten Dienststellen sich genötigt sahen, einzugreifen. Das Bezirksamt berichtete der Regierung der Pfalz in Speyer am 12. Juni 1926 in einem 39 Seiten langen Bericht über die Zustände in der Siedlung am „Mutterstadter Bahnhof“.
Der Reichsbahnangestellte Jungmann wurde von seinen Mitbürgern nach München delegiert, weil er die Angelegenheit genau kannte und weil er als Eisenbahner eine Freikarte beanspruchen konnte. Später setzte sich auch der Lehrer Schwarz in München energisch für die Bildung einer Gemeinde ein. Nun wurde im Jahr 1927 das Bezirksamt Neustadt von der Münchner Regierung zu einem Schiedsspruch aufgefordert. Der Schiedsspruch des Bezirksamtes Neustadt vom 30. November 1927 plädierte für die Neubildung einer Gemeinde aus den vier Ortsteilen. Kern des Schiedsspruchs war, dass eine Einigung auf freiwilliger Basis nicht möglich war. Einsprüche dagegen verwarf am 30. März 1928 der Bayerische Verwaltungsgerichtshof.

### Seit der Selbständigkeit

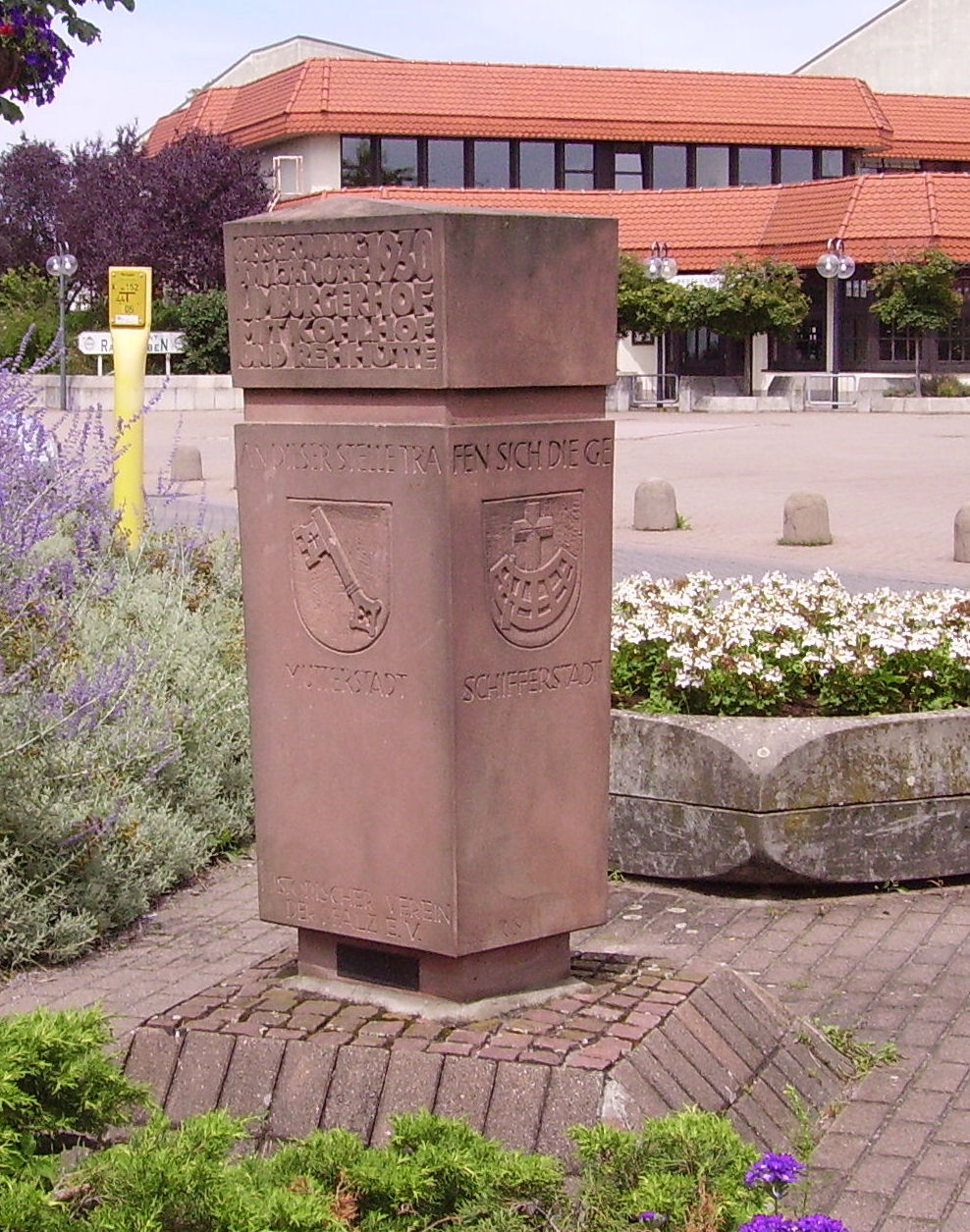
Gemarkungsstein

Am 31. Oktober 1929 schickte das Staatsministerium des Innern in München den vier beteiligten Gemeinden eine Landkarte, in der die Grenzen der abzutretenden Gebietsteile markiert waren. Termin für die Ortsgründung war der 1. Januar 1930. So wurden Gebietsteile der Gemeinden Mutterstadt, Neuhofen, Rheingönheim und Schifferstadt (Limburgerhof, Kohlhof, Rehhütte und Friedensau) zur neuen Gemeinde Limburgerhof zusammengeschlossen. Damit dies möglich war, mussten die umliegenden Gemeinden folgende Gebietsanteile überlassen:
- Mutterstadt: 255 Hektar
- Rheingönheim: 63 Hektar
- Neuhofen: 238 Hektar
- Schifferstadt: 345 Hektar

Die Gemarkung der Gemeinde umfasste damit 901 Hektar. Heute (2006) sind es 902,77 Hektar. Davon sind 385,13 Hektar bebaut, 434,43 Hektar landwirtschaftlich genutzt und 83,21 Hektar Wald. Der Treffpunkt liegt bei der Abzweigung der Straßen nach Neuhofen, Mutterstadt und Ludwigshafen vor der evangelischen Kirche.
Einige der beteiligten Gemeinden weigerten sich zunächst, die Kosten für die Neuvermessung der Ortsgrenzen zu tragen und mussten von den vorgesetzten Behörden dazu gedrängt werden. Auch die Namensgebung konnte nicht ohne Kontroversen beschlossen werden. Es gab schriftliche Proteste gegen die Bezeichnung „Limburgerhof“. Den Ausschlag für diesen Namen gab die BASF, die nachwies, dass ihre Landwirtschaftliche Versuchsstation bereits unter dem Namen Limburgerhof in aller Welt bekannt war.
In der Nacht zum 6. Mai 2015 wurde eine noch im Bau befindliche Flüchtlingsunterkunft angezündet.
Am 1. Februar 2024 fand vor Ort eine Demonstration gegen Rechtsextremismus statt; die Teilnehmerzahl betrug rund 1000.

### Einwohnerentwicklung
| Limburgerhof: Einwohnerzahlen von 1901 bis 2024 | Limburgerhof: Einwohnerzahlen von 1901 bis 2024 | Limburgerhof: Einwohnerzahlen von 1901 bis 2024 | Limburgerhof: Einwohnerzahlen von 1901 bis 2024 | Limburgerhof: Einwohnerzahlen von 1901 bis 2024 |
| ----------------------------------------------- | ----------------------------------------------- | ----------------------------------------------- | ----------------------------------------------- | ----------------------------------------------- |
| Jahr                                            |                                                 |                                                 |                                                 | Einwohner                                       |
| 1901                                            | 1901                                            |                                                 | 200                                             | 200                                             |
| 1910                                            | 1910                                            |                                                 | 1.100                                           | 1.100                                           |
| 1920                                            | 1920                                            |                                                 | 2.000                                           | 2.000                                           |
| 1930                                            | 1930                                            |                                                 | 2.300                                           | 2.300                                           |
| 1939                                            | 1939                                            |                                                 | 3.061                                           | 3.061                                           |
| 1950                                            | 1950                                            |                                                 | 4.044                                           | 4.044                                           |
| 1960                                            | 1960                                            |                                                 | 6.673                                           | 6.673                                           |
| 1970                                            | 1970                                            |                                                 | 9.328                                           | 9.328                                           |
| 1979                                            | 1979                                            |                                                 | 9.462                                           | 9.462                                           |
| 2006                                            | 2006                                            |                                                 | 11.556                                          | 11.556                                          |
| 2020                                            | 2020                                            |                                                 | 11.560                                          | 11.560                                          |
| 2024                                            | 2024                                            |                                                 | 11.684                                          | 11.684                                          |
|                                                 |                                                 |                                                 |                                                 |                                                 |

## Politik
Bei Bundestagswahlen gehört die Gemeinde zum Wahlkreis Ludwigshafen/Frankenthal und bei Landtagswahlen zum Wahlkreis Mutterstadt.

### Gemeinderat
Der Gemeinderat in Limburgerhof besteht aus 28 ehrenamtlichen Ratsmitgliedern, die bei der Kommunalwahl am 9. Juni 2024 in einer personalisierten Verhältniswahl gewählt wurden, und dem hauptamtlichen Bürgermeister als Vorsitzendem.
Die Sitzverteilung im Gemeinderat:
| Wahl | SPD | CDU | GRÜNE | FDP | REP | FWG | Gesamt   |
| ---- | --- | --- | ----- | --- | --- | --- | -------- |
| 2024 | 6   | 9   | 3     | 2   | –   | 8   | 28 Sitze |
| 2019 | 8   | 8   | 4     | 2   | –   | 6   | 28 Sitze |
| 2014 | 11  | 9   | 2     | 1   | –   | 5   | 28 Sitze |
| 2009 | 9   | 9   | 2     | 2   | –   | 6   | 28 Sitze |
| 2004 | 9   | 10  | 2     | –   | 1   | 6   | 28 Sitze |

- FWG = Freie Wählergruppe Limburgerhof

### Bürgermeister
Bürgermeister seit Beginn der Selbständigkeit im Jahr 1930:
| Name                  | Amtszeit                              | Anmerkungen                      |
| --------------------- | ------------------------------------- | -------------------------------- |
| Georg Schwarz         | 1. Januar 1930 bis 30. Januar 1933    | gewählt, ehrenamtlich            |
| Karl Netzsch          | 1. Februar 1933 bis März 1945         | NS-Zeit                          |
| Georg Schwarz         | April 1945 bis 30. Dezember 1948      | eingesetzt                       |
| Georg Schwarz         | 1. Dezember 1948 bis 17. Februar 1950 | gewählt, ehrenamtlich            |
| Hermann Scherer       | Juni 1950 bis 28. Februar 1951        | mit der Geschäftsführung betraut |
| Hermann Scherer       | 1. März 1951 bis 30. September 1961   | ehrenamtlich                     |
| Hermann Scherer       | 1. Oktober 1961 bis 21. Oktober 1962  | hauptamtlich                     |
| K. Georg Durchholz    | 4. Januar 1963 bis 22. Juli 1967      | hauptamtlich                     |
| Harald Luther         | 1. Februar 1968 bis 3. April 1972     | hauptamtlich                     |
| Heinrich Zier         | 22. August 1972                       | gewählt, hauptamtlich            |
| Peter Kern (SPD)      | 22. August 2002 – 6. März 2010        | direkt gewählt, hauptamtlich     |
| Peter Kern (SPD)      | 7. März 2010 bis 21. August 2018      | direkt gewählt, hauptamtlich     |
| Andreas Poignée (CDU) | seit 22. August 2018                  | direkt gewählt, hauptamtlich     |

### Wappen

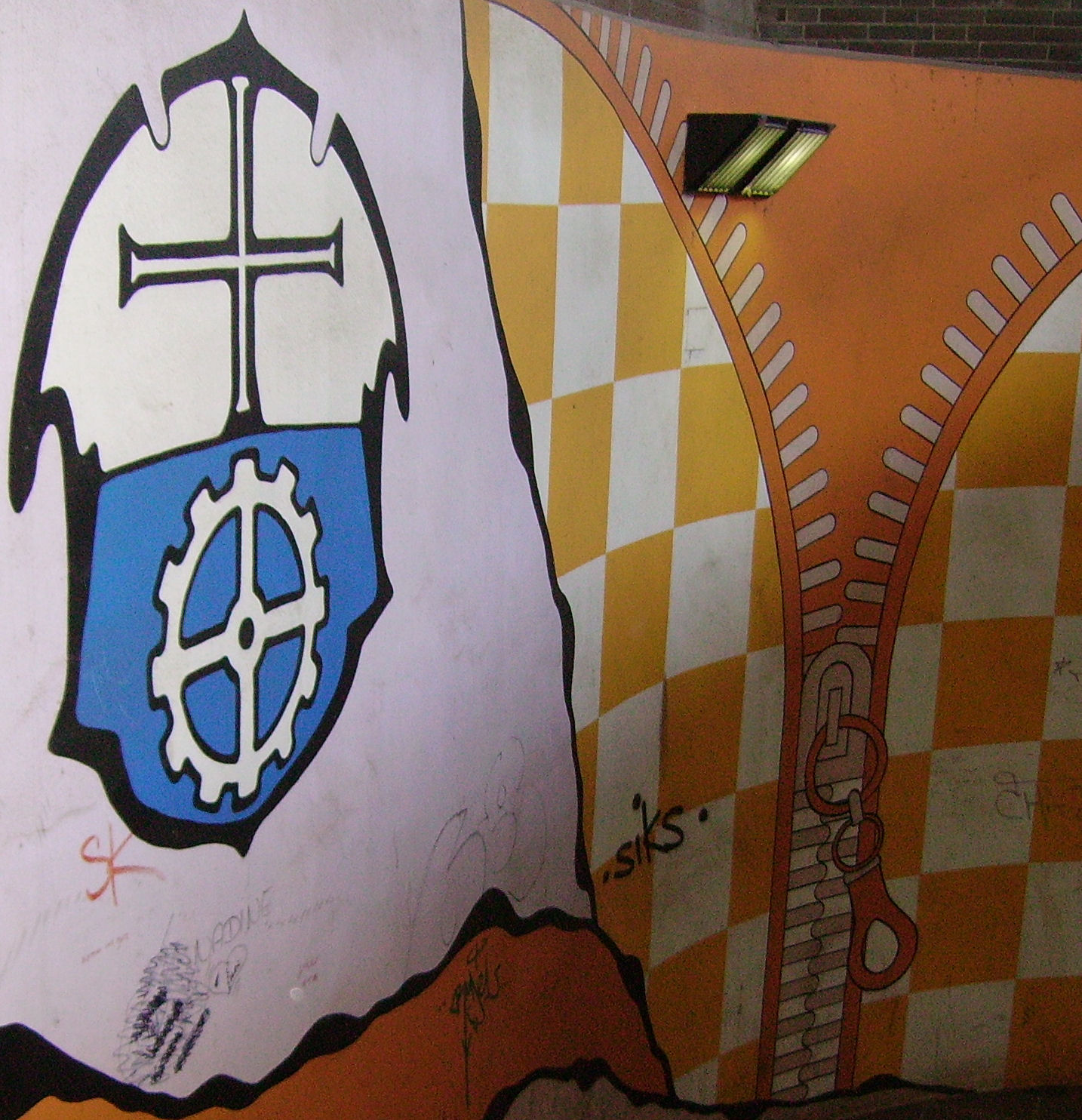
Wappen in der Bahnhofsunterführung

| Wappen von Limburgerhof | Blasonierung: „In einem geteilten Schild befindet sich oben in Silber ein schwarzes Kreuz, unten in Blau ein silbernes Mühlrad.“                                         |
| Wappen von Limburgerhof | Wappenbegründung: Das Kreuz verweist auf die ursprüngliche Zugehörigkeit zum Kloster Limburg, das Mühlrad verweist auf den ältesten Ortsteil der Gemeinde, die Rehhütte. |

### Partnerschaft
Anfang der 1970er Jahre begann der Gemeinderat Limburgerhof sich um eine Partnerschaft mit einer französischen Gemeinde zu bemühen. Diese Bemühungen verstärkten sich mit dem Amtsantritt von Bürgermeister Heinrich Zier und so wurden mit Unterstützung des Freundschaftskreises Rheinland-Pfalz-Burgund 1973 Kontakte mit der französischen Gemeinde Chenôve im Arrondissement Dijon, unmittelbar am südlichen Stadtrand der Stadt Dijon, geknüpft. Am 18. Mai und 3. August 1975 wurde in großen Veranstaltungen in Chenôve und Limburgerhof die Partnerschaft offiziell beschlossen.
Im Jahr 1977 statteten 400 Bürger aus Chenôve Limburgerhof einen Besuch ab. 1978 trafen sich 228 deutsche Sportler mit den Vereinen Chenôves zu einem großen Sportfest. Bei der Einweihung des neuen Ortszentrums im Jahr 1983 wird mit zwei Namensgebungen, „Burgunder Platz“ und „Chenôver Straße“ an die Partnerschaft erinnert. Zum 10-jährigen Jubiläum der Partnerschaft im Jahr 1985 wurde in beiden Gemeinden die Ausstellung „Wie lebt unser Partner“ gezeigt. 1988 kommt der erste Schüleraustausch zwischen den Schulen zustande. Im Zeichen des 20-jährigen Partnerschaft-Jubiläums wurden im Jahr 1995 die Partnerschaftsurkunden erneut unterzeichnet.

## Wirtschaft und Verkehr

### Unternehmen
Außer der Zuckerfabrik Friedensau und der Landwirtschaftlichen Versuchsstation der BASF gab es zwei alte Betriebe im Bereich des heutigen Limburgerhof, die schon um 1900 bestanden: Es waren die Firmen Johann Brendel und die Mehlwurmzucht Claus. Beide Firmen waren überregional bekannt.
Zuckerfabrik Friedensau

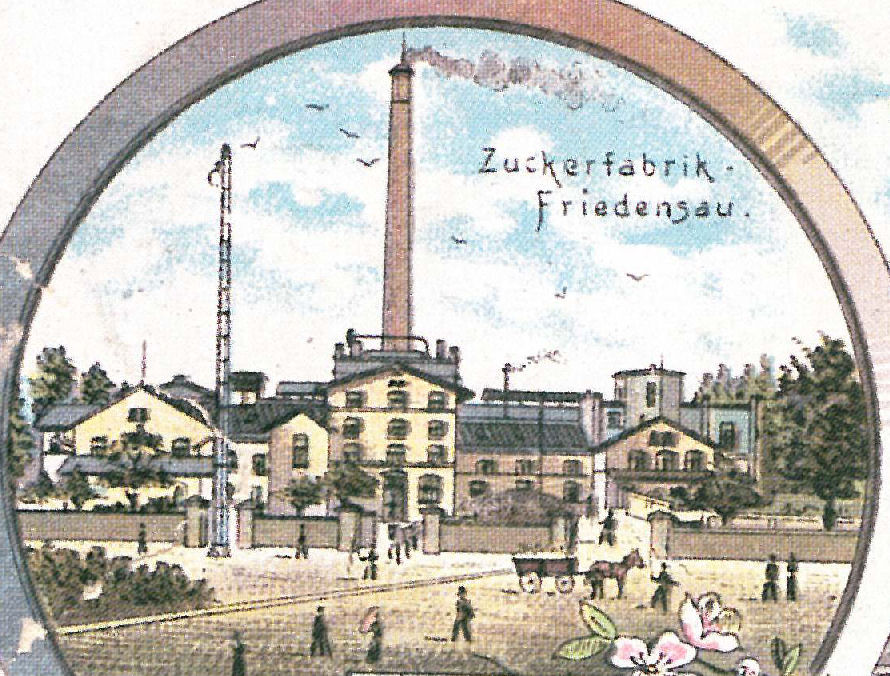
Zuckerfabrik Friedensau um 1900

Vor 1900 bestimmten nur Gutshof, der Bahnhof und die allein auf weiter Flur stehende Zuckerfabrik das Leben in der heutigen Gemarkung. Sie wurde unmittelbar an der Gemarkungsgrenze von Mutterstadt zu Neuhofen errichtet und war bis in die 1930er Jahre für Limburgerhof von großer Bedeutung. Die Vermutung, dass der Name nach dem Berliner Ortsteil Friedenau gewählt wurde, ist nicht haltbar.
Um Gelände für den Zuckerrübenanbau zu bekommen, hatte Carl Gottlob Reihlen den „Limburger Gutshof“ 1851 zunächst gepachtet, dann 1857 gekauft und mit der Zuckerfabrik Waghäusel einen Demarkationsvertrag für Rübengebiete abgeschlossen. Die „Fabrik in Friedensau“ war wesentlich größer als die Mannheimer Zuckerfirma und beschäftigte in der Saison bis zu 300 Arbeiter. Bis zum Jahr 1932 wurde der Betrieb durch die Zuckerfabrik Frankenthal bzw. die Süddeutsche Zucker-Aktiengesellschaft geführt. Der Rohzucker wurde nach Frankenthal zur Raffination transportiert. Kriterien, die die Zuckerfabrik prosperierend machten, waren:
1. gute Qualität der Rüben
2. niedrige Kohlenpreise
3. niedrige Arbeitslöhne
4. günstige Absatzsituation.

In der Zeit ihres Bestehens beherrschte die Zuckerfabrik mit 300 Arbeitskräften in der Saison das Ortsbild und mit ihrem süßlichen Duft die Luft. Außerhalb der Kampagne genügten 30 Personen zur Aufrechterhaltung des Betriebs.
Firma J. Brendel
Die Firma J. Brendel, Spezialgeschäft für Laubsägerei – Kerbschnitt – Brandmalerei, lieferte alle erforderlichen Hölzer und Werkzeuge für Laubsägearbeiten. Der Versand an Privatkunden erfolgte durch die Post, der Versand an Wiederverkäufer durch die Bahn. Besondere Umsatzsteigerungen brachten die Krisenjahre 1928 bis 1932 als viele Erwerbslose versuchten, sich einen Nebenerwerb durch Verkauf von selbst hergestellten Holzarbeiten zu verschaffen. Außerdem wurden viele Schulen und im Ersten Weltkrieg britische und amerikanische Kriegsgefangene in württembergischen und badischen Gefangenenlagern beliefert.
Die Firma beschäftigte im Durchschnitt 30 bis 35 Personen, die überwiegend aus Neuhofen zur Arbeit kamen. Als das Auftragsvolumen stark anwuchs, wurde von den Töchtern des Gründers eine eigene Firma, „Hofmann & Schmitt“, für den Versand gegründet, wobei sich das neu aufkommende Aufdruckverfahren von Sägevorlagen auf die Brettchen günstig bemerkbar machte.
Nach 1935 verursachten Reichsarbeitsdienst und Hitlerjugend einen Umsatzrückgang. Nach dem Zweiten Weltkrieg und der Währungsreform ging der Umsatz so sehr zurück, dass die beiden Firmen nach 1951 liquidierten. Aber noch 30 Jahre später kamen Bestellungen an die Firma Brendel, sogar noch an deren alte Anschrift „Mutterstadt 2, am Bahnhof“.
Mehlwurmzucht Claus

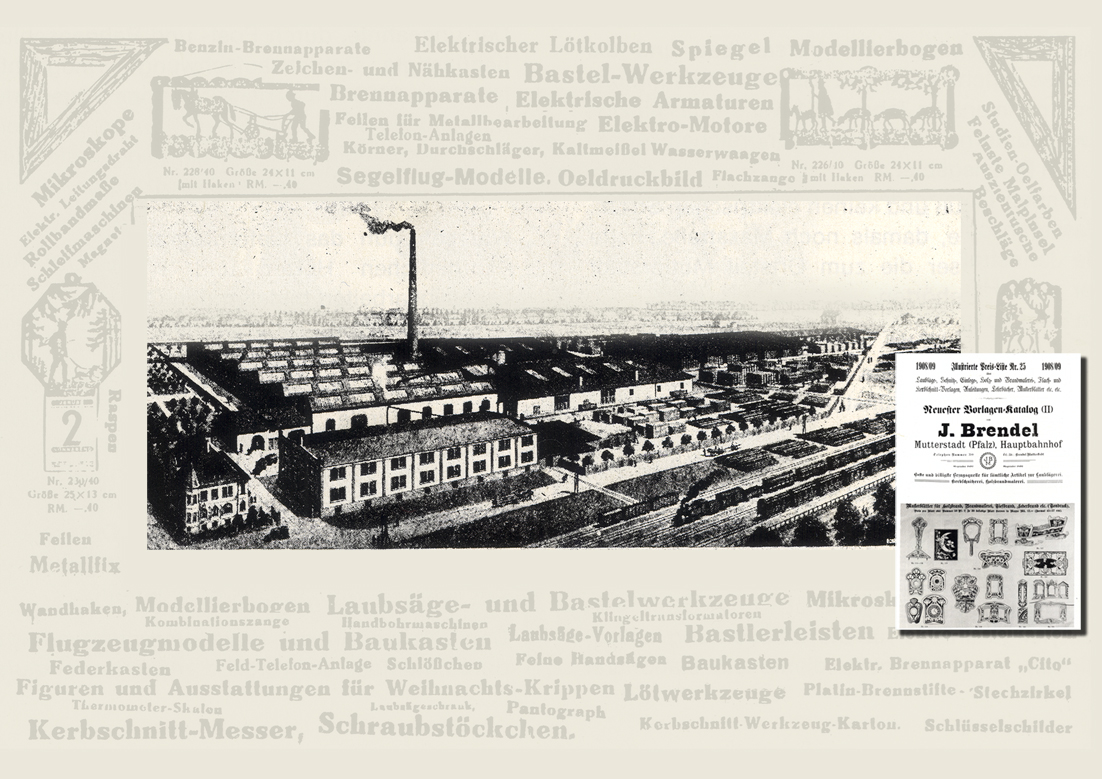
Werbung der Firma Brendel

Der so genannte „Mehlwurm-Claus“ (Alfons Claus) vertrieb nicht nur Larven des Mehlkäfers; sondern auch Weich- und Trockenfuttermischungen für alle Arten von Vögeln, spezielles Hamster- und Meerschweinchenfutter, sowie Medizinalfutter für Papageien.
Um diese Futterarten herstellen zu können, bezog Alfons Claus Einzelbestandteile aus der ganzen Welt. So verarbeitete er pro Woche etwa 1,5 bis 2 Tonnen Honig aus China, Vogelbeeren aus Russland, getrocknete Fliegen aus Südfrankreich und Mexiko oder Ameiseneier aus Finnland.
Die Mehlwurmzucht ging auf seinen Großvater Eckrich zurück, einen Glasermeister in Waldsee, der nebenbei Imker war und sich in seiner Werkstatt einheimische Vögel hielt, für die er sich das Futter selbst zusammenstellte. Weil er die Mehlwürmer dazu teuer einkaufen musste, ging er bald zur eigenen Zucht über. Seine Tochter sammelte dafür auf den Getreidespeichern der Bauern Mehlkäfer und deren Larven und machte sich 1911 mit ihrem Mann, einem früheren Gesellen ihres Vaters, selbständig.

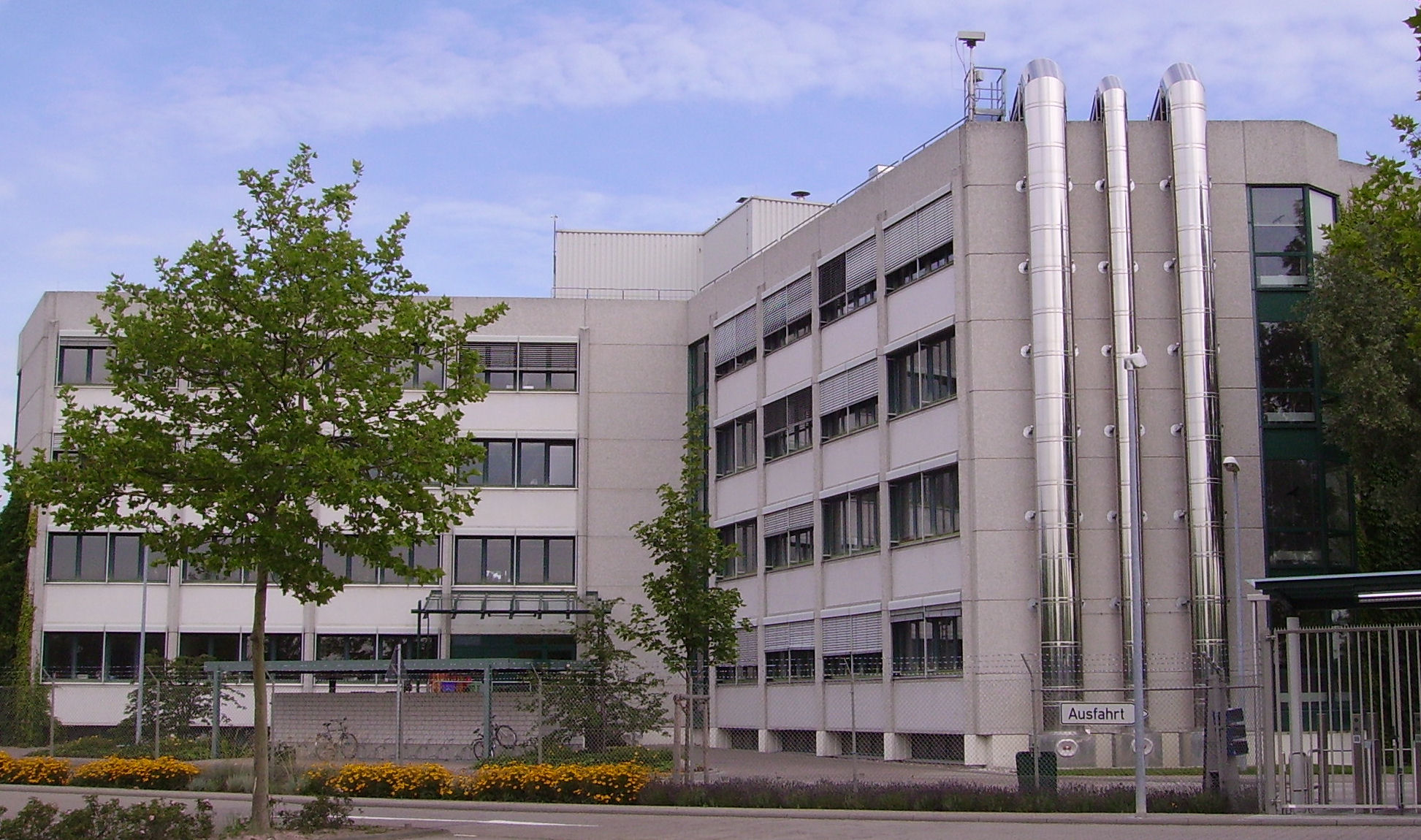
BASF-Agrarzentrum
Das BASF-Agrarzentrum Limburgerhof wurde im Jahr 1914 von Carl Bosch gegründet und ist heute die Zentrale der BASF für Pflanzenschutz sowie Steuerungszentrale für die Aktivitäten in der Pflanzenbiotechnologie. Außerdem werden in Limburgerhof neue Typen von Düngemitteln entwickelt.
Auf dem Gelände des Agrarzentrums befindet sich die älteste Lysimeteranlage Deutschlands.
Die Versuchsarbeit auf dem BASF-Agrarzentrum begann im Frühjahr 1914 mit vier Mitarbeitern. Im Jahr 2007 waren es etwa 1.400 Mitarbeiter.
Gentechnikforschung findet in Limburgerhof nicht mehr statt. Wie die BASF im Januar 2012 verkündet hatte, verlegte sie diese Sparte komplett in die USA, da in Europa dafür die Akzeptanz fehle.
Hotel Residenz Limburgerhof
Das Vier-Sterne-Hotel Residenz Limburgerhof wurde in den 1990er Jahren eröffnet und verfügt über 132 Zimmer mit 175 Betten. In seinen vier Veranstaltungsräumen werden Tagungen und Konferenzen abgehalten.
Geothermie
Das Erlaubnisfeld Ludwigshafen gehörte der mittlerweile insolventen GeoEnergy GmbH und befindet sich aktuell im Besitz der Deutsche ErdWärme GmbH & Co. KG.

### Behörden
Die Gemeinde gehört zum Zuständigkeitsbereich des Amtsgericht Ludwigshafen am Rhein.

### Verkehr

#### Straße
Limburgerhof lag schon zu Römerzeiten an einer wichtigen Nord-Süd-Verbindung. Als das Oberrheingebiet Teil des römischen Weltreichs war, führte die von Straßburg nach Mainz ziehende Fernstraße von Südosten nach Nordwesten quer durch die heutige Ortschaft. Im Jahr 1853 passierten 266 Pferdefuhrwerke täglich die Straße zwischen Speyer und Oggersheim im heutigen Limburgerhof. 1973 fuhren 17.000 Kraftfahrzeuge durch den Ort.
Limburgerhof liegt heute an der B 9, die von Neulauterburg an der französischen Grenze im Süden über Mainz und Bonn nach Kleve an der niederländischen Grenze im Norden führt. Über diese Bundesstraße ist der Ort auch an die nur wenig nördlich der Gemarkung beginnende Bundesautobahn 61 (E 31) angebunden.
Die Länge des Straßennetzes im Gemeindegebiet beträgt etwa 44 Kilometer.

#### Schiene

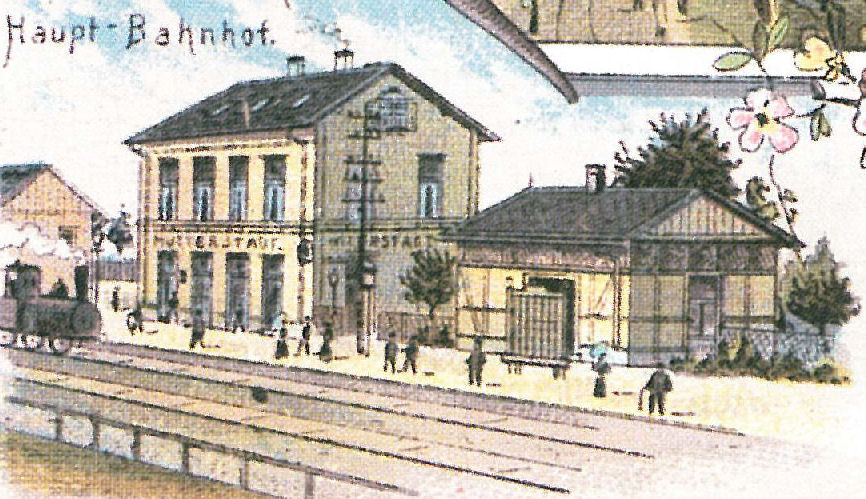
Bahnhof Limburgerhof, im Jahr 1900 noch Hauptbahnhof Mutterstadt

Limburgerhofs Entwicklung ist eng verknüpft mit dem Bau der Pfälzischen Ludwigsbahn von Ludwigshafen nach Saarbrücken durch Paul Camille von Denis in den 1840er Jahren. Ein Bruder von Paul Camille von Denis, Jules Denis, errichtete 1880/81 in Rehhütte eine Villa. Der Bahnhof Limburgerhof war ursprünglich der Bahnhof der Gemeinde Mutterstadt und lag weitab vom Ortszentrum Mutterstadts.

#### Öffentlicher Personennahverkehr
Heute wird der Bahnhof von den Linien S1, S2, S3 und S4 der S-Bahn Rhein-Neckar bedient. Diese verbinden ihn direkt mit den Großstädten Ludwigshafen, Mannheim, Kaiserslautern und Karlsruhe. Dort halten ebenfalls die drei Buslinien, die Limburgerhof mit seinen Nachbarorten verbinden, dazu gehören: 
- 581 Limburgerhof - Mutterstadt - Ludwigshafen (stündlich)[15]
- 582 Limburgerhof - Neuhofen - LU-Rheingönheim (stündlich)[16]
- 587 Limburgerhof - Mutterstadt - LU-Oggersheim (stündlich)[17]

Insgesamt werden im Gemeindegebiet 13 Bushaltestellen bedient.

## Gebäude

### Rathaus

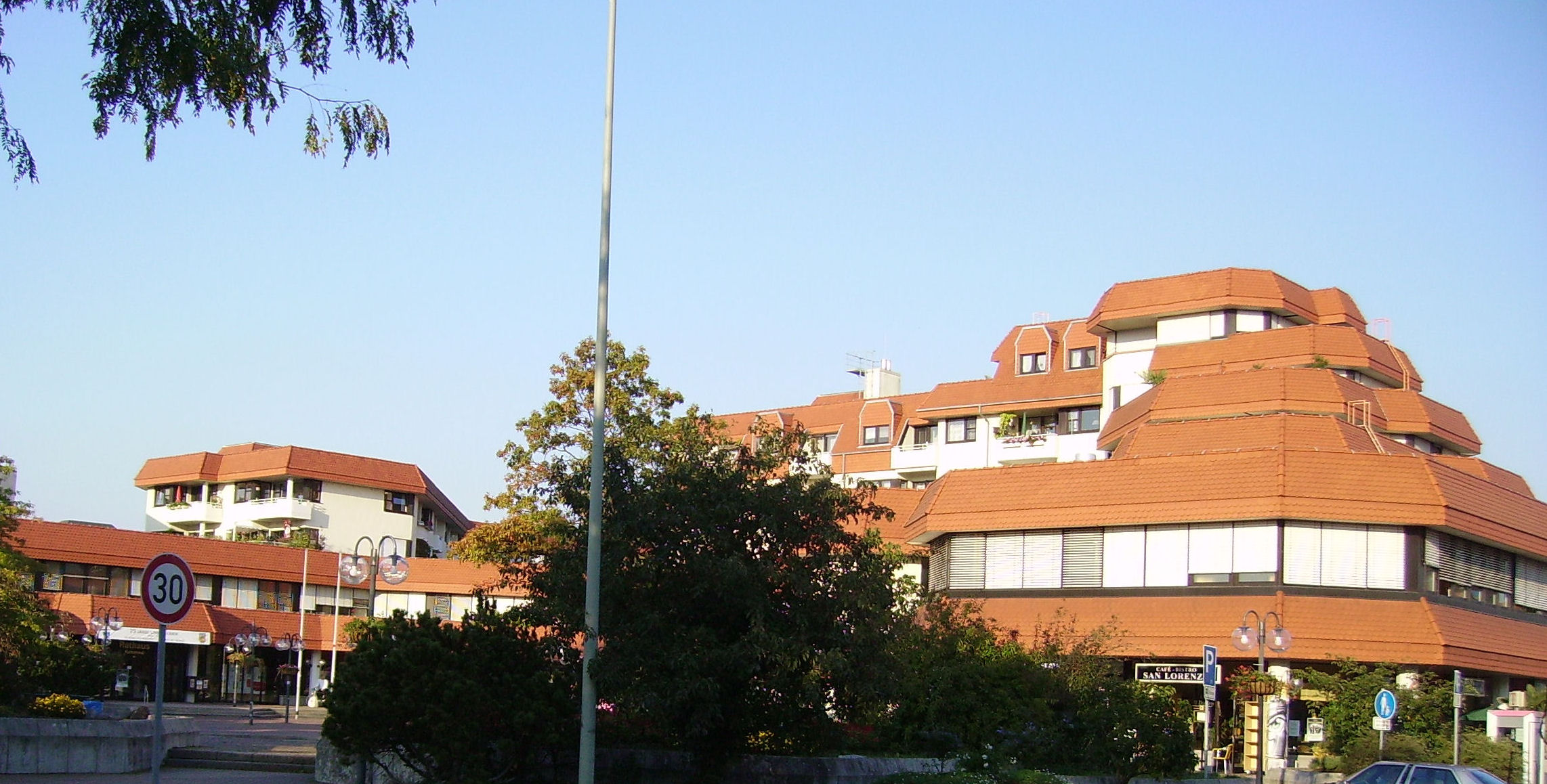
Rathaus am Burgunderplatz

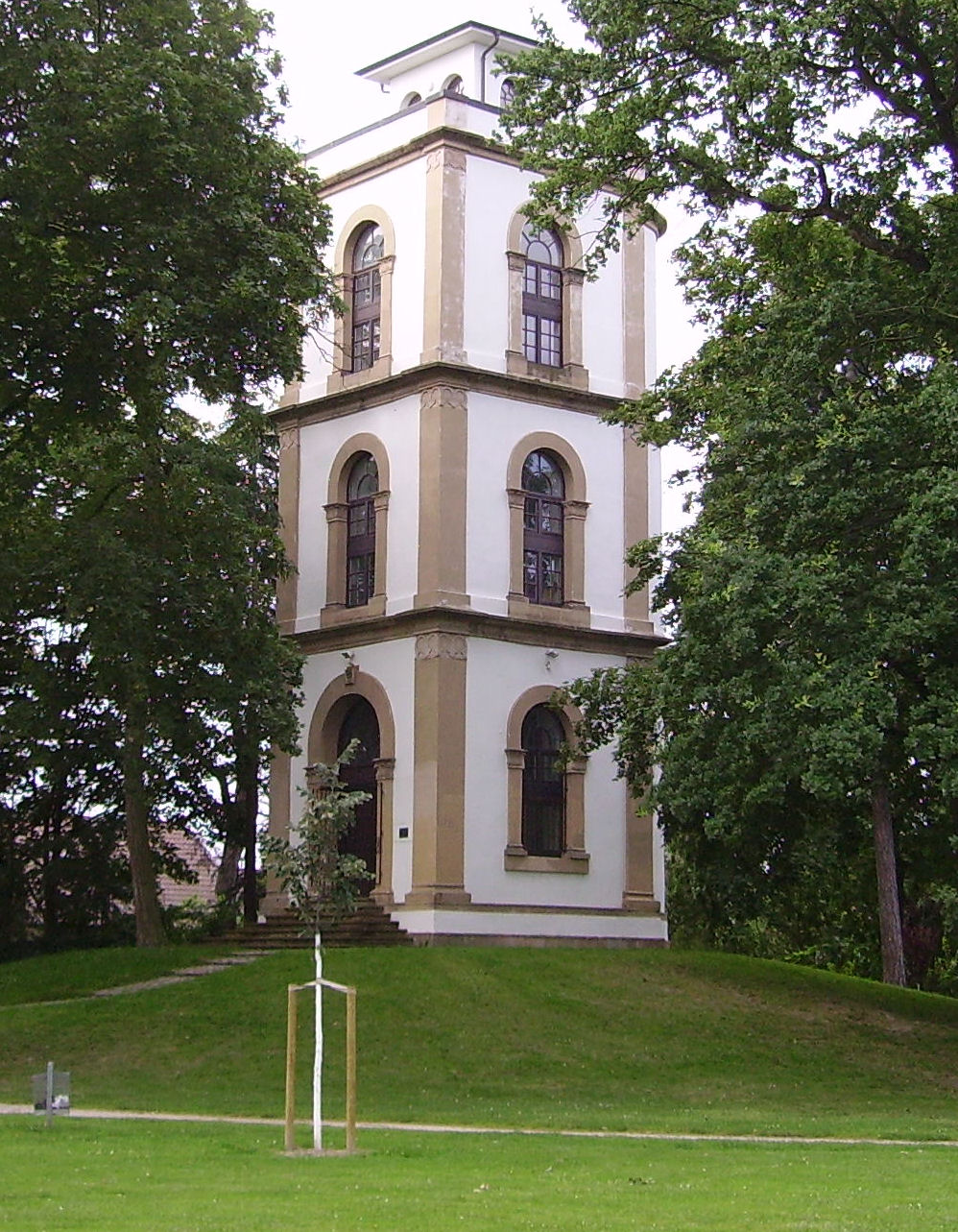
Turm im Park

Das Rathaus am zentralen Burgunder Platz wurde im Jahr 1983 nach Plänen der Ludwigshafener Architekten Änne und Gerd Bauer fertiggestellt. Die Baukosten betrugen 19 Millionen Mark. Das Gebäude enthält neben dem Ratssaal und den 38 Behördenbüros einen Kultursaal mit einer maximalen Kapazität von 660 Plätzen, der für Theater, Bälle, Konferenzen und Seminare genutzt wird.

### Albert-Schweitzer-Haus

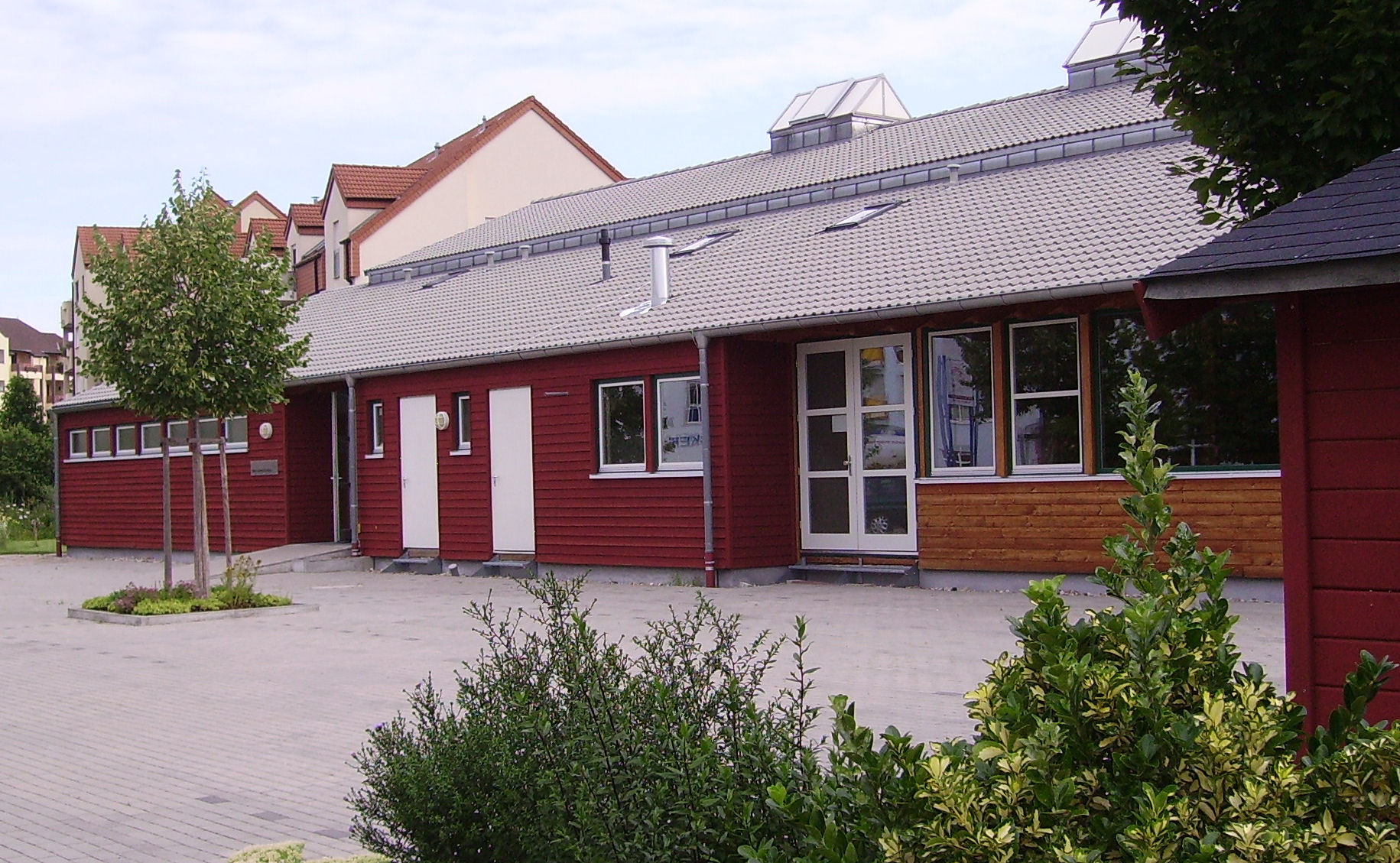
Albert-Schweitzer-Haus

Das Albert-Schweitzer-Haus ist das Gemeindezentrum der protestantischen Kirchengemeinde Limburgerhof und liegt im westlichen Ortsteil. Zur Realisierung des Hauses wurde 1991 der Protestantische Gemeindebauverein Limburgerhof e. V. gegründet. Nach einer über 20-jährigen Diskussion, Planung und Finanzmittelbeschaffung wurde es von Peter Sulzer aus Gleisweiler geplant und von einem Ludwigshafener Architekturbüro ausgeführt. Der erste Spatenstich erfolgte am 2. Dezember 2000, die Einweihung am 15. Juni 2002. Die Tochter Albert Schweitzers, Rhena Schweitzer-Miller, stimmte in einem persönlichen Brief der Namensgebung zu.

### BASF-Siedlungen

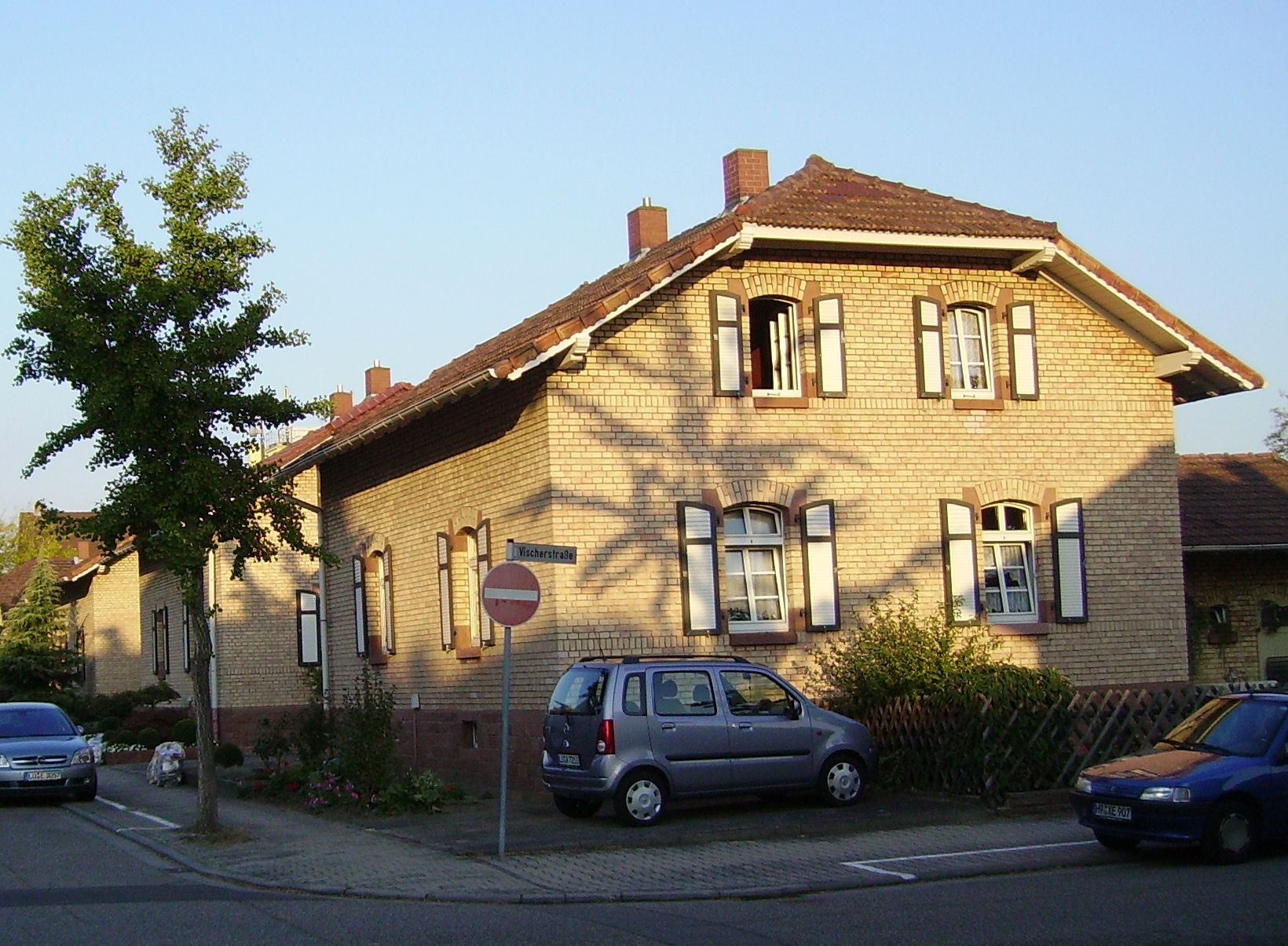
Alte Kolonie
Die Alte Kolonie ist eine Arbeitersiedlung der BASF. Sie besteht aus eineinhalbgeschossigen, unverputzten Ziegelbauten mit Satteldächern. Zu jedem Grundstück gehört ein kleiner Hausgarten. Die Häuser werden seit einigen Jahren nicht mehr vermietet, sondern verkauft.
Neue Kolonie
Die Neue Kolonie ist ebenfalls eine Arbeitersiedlung der BASF. Den Mittelpunkt dieser Siedlungen bildet das Feierabendhaus der BASF, das die Fürsorge des Arbeitgebers im sozio-kulturellen Bereich dokumentieren soll.
Neubaugebiet
Das Neubaugebiet im Süd-Osten der Gemeinde ist ein noch sehr junge (bisher nur teilweise bebauter) Teil des Ortes, der hauptsächlich durch den gewachsenen Zuzug in den letzten Jahren gewachsen ist. Hier leben viele junge Familien mit Kindern, was auch an den vielen Spiel- und Bolzplätzen zu sehen ist.

## Bildung, Kultur und Soziales
Kindergärten

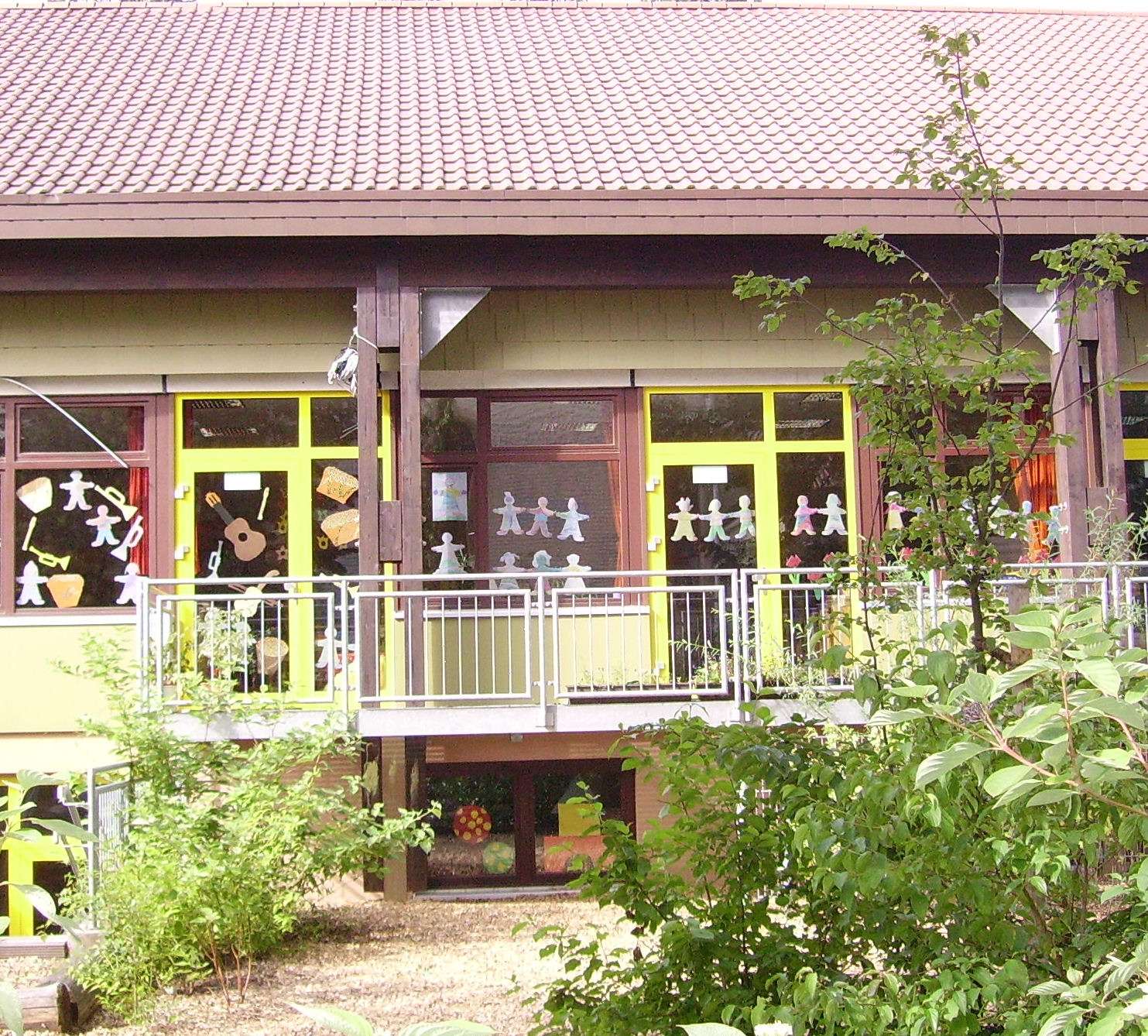
Katholischer Kindergarten
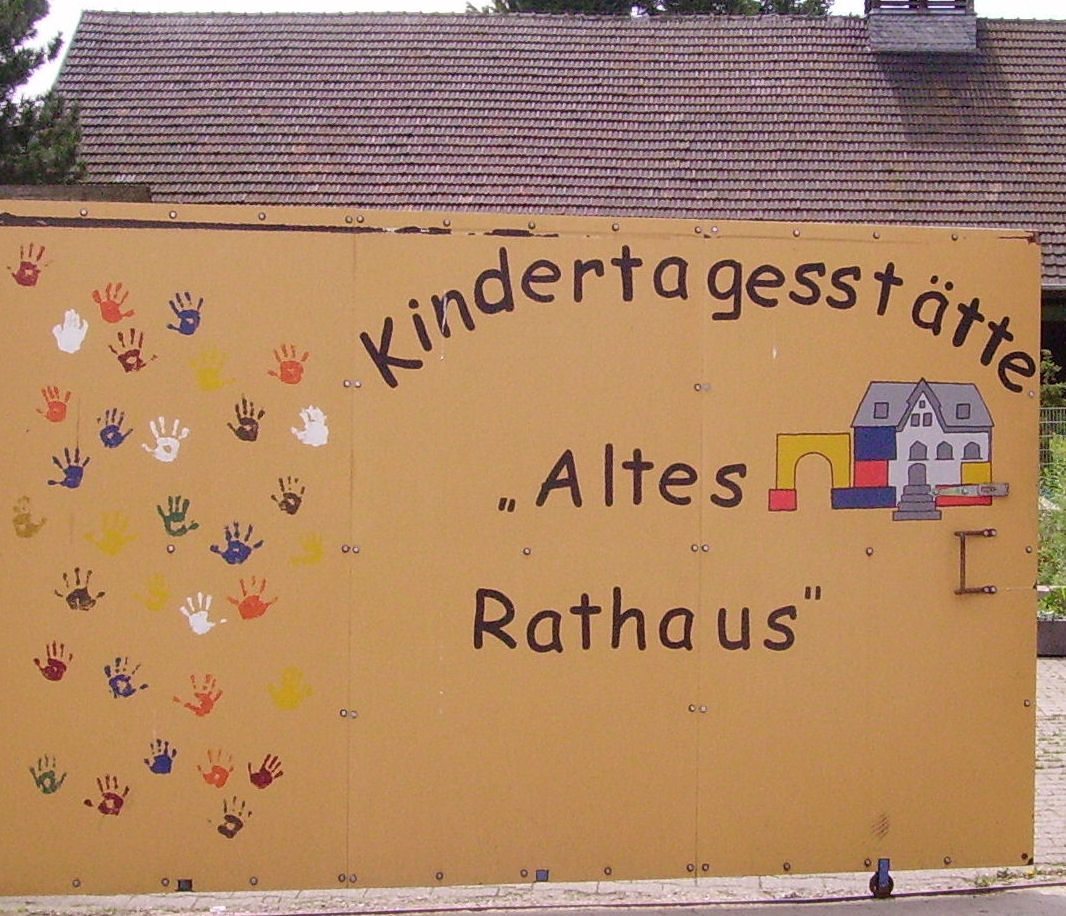
Kindertagesstätte Altes Rathaus
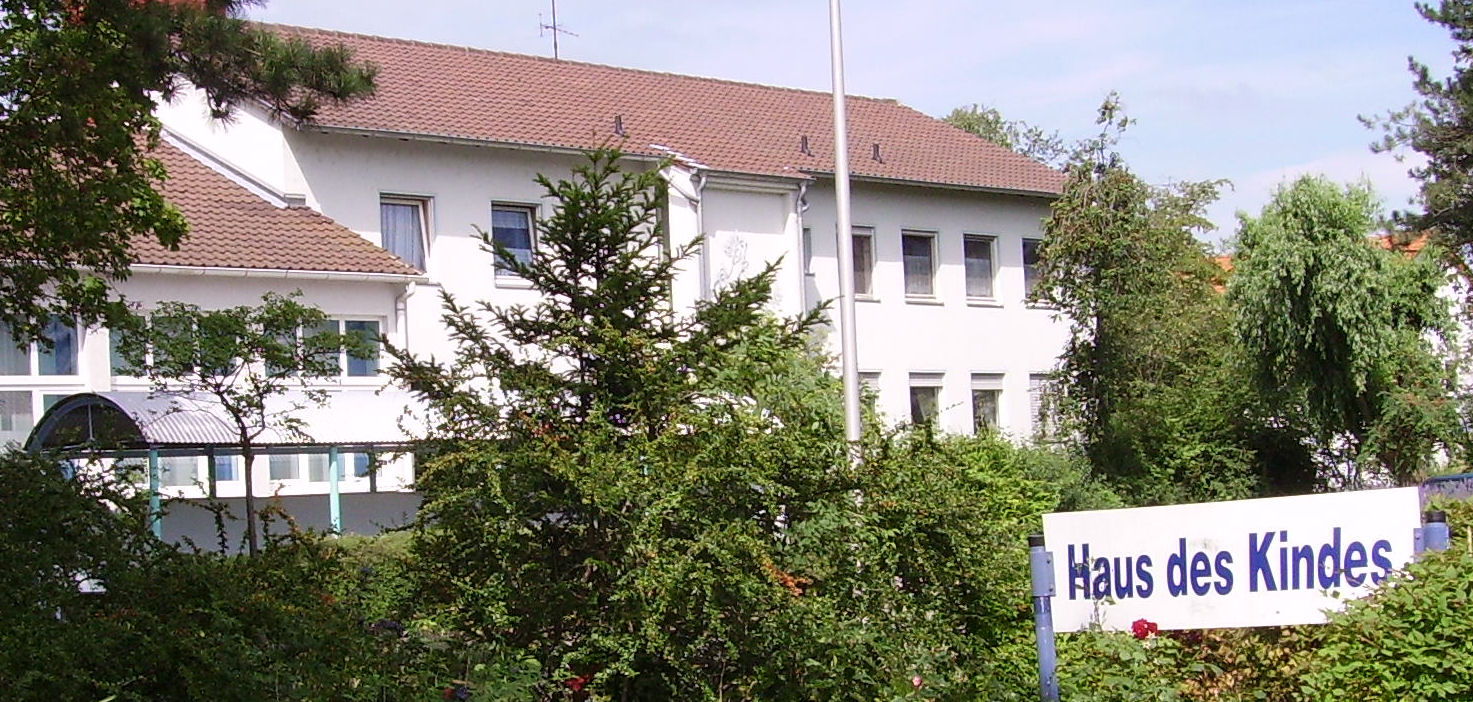
Haus des Kindes

| Name                                      | Träger                                   | Anmerkungen |
| ----------------------------------------- | ---------------------------------------- | --- |
| Kinder-Garten im Dietrich-Bonhoeffer-Haus | protestantische Kirchengemeinde          | Der Theologe Dietrich Bonhoeffer war ein Vertreter der Bekennenden Kirche und Widerstandskämpfer gegen den Nationalsozialismus. großes Außengelände |
| Katharina-von-Bora-Kindertagesstätte      | protestantische Kirchengemeinde          | Katharina von Bora war die Ehefrau des Reformators Martin Luther.                                                                                   |
| Kindertagesstätte Altes Rathaus           | Gemeinde Limburgerhof                    | Tageseinrichtung in offenen Gruppen |
| Haus des Kindes                           | Gemeinde Limburgerhof                    | Tageseinrichtung mit altersgemischten Familiengruppen                                                                                               |
| Montessori Kinderhaus St. Bonifatius      | katholische Pfarrgemeinde St. Bonifatius | Maria Montessori war eine italienische Ärztin und Reformpädagogin.                                                                                  |
| Villa Kunterbunt                          | Gemeinde Limburgerhof                    | Die „Villa Kunterbunt“ ist das Haus der Pippi Langstrumpf sozialpädagogische und familienunterstützende Tageseinrichtung                            |

Schulen

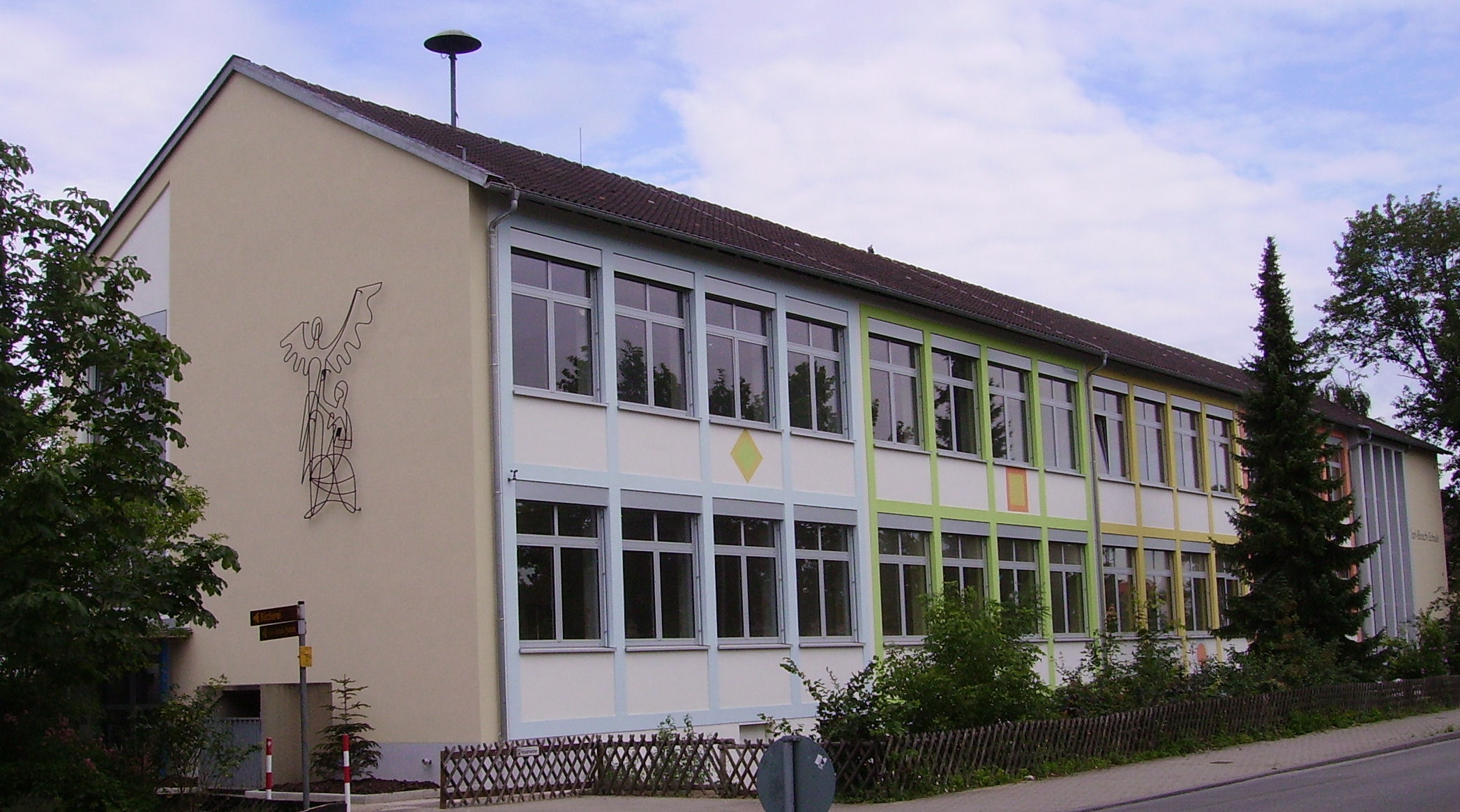
Carl-Bosch-Schule
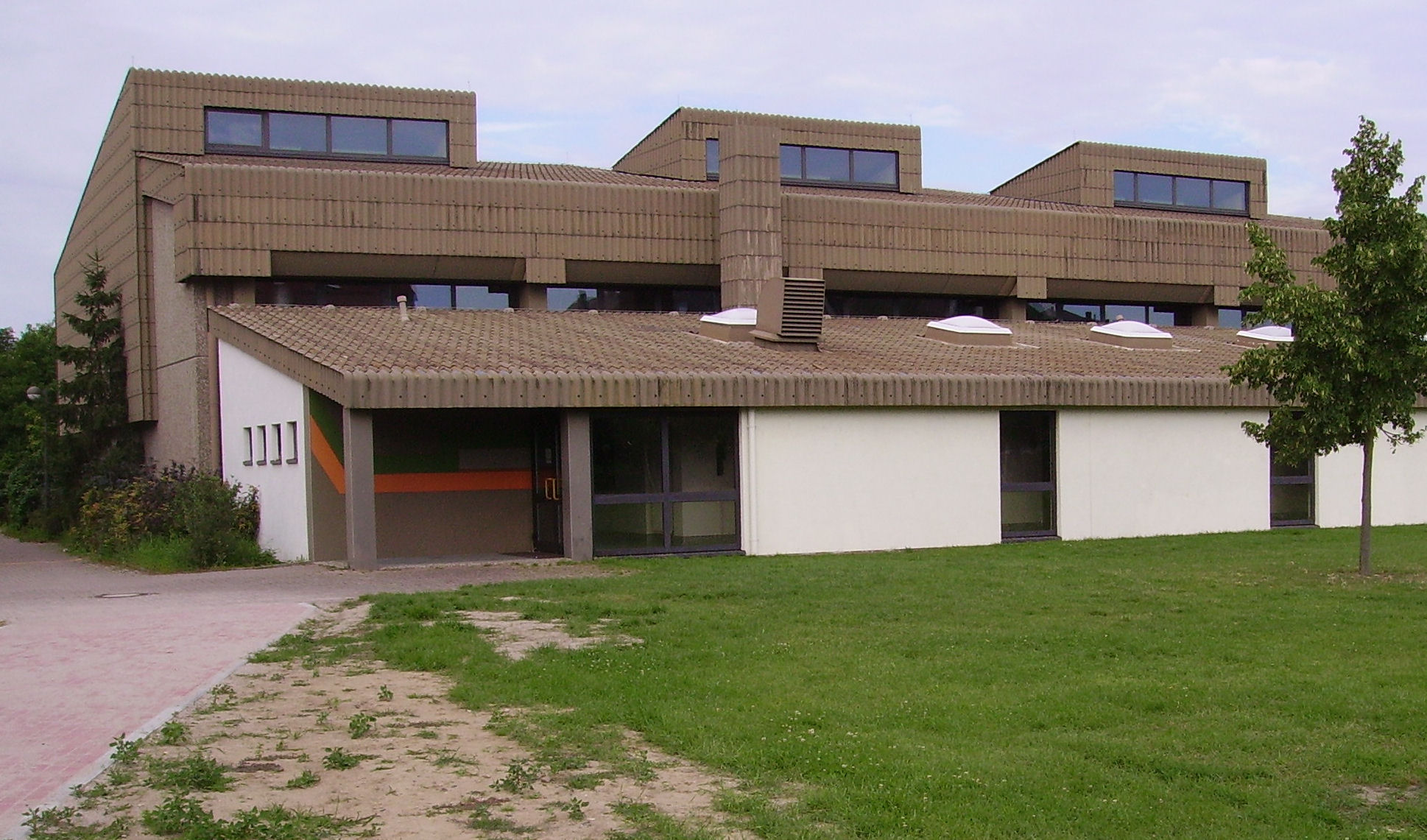
Domholzschule
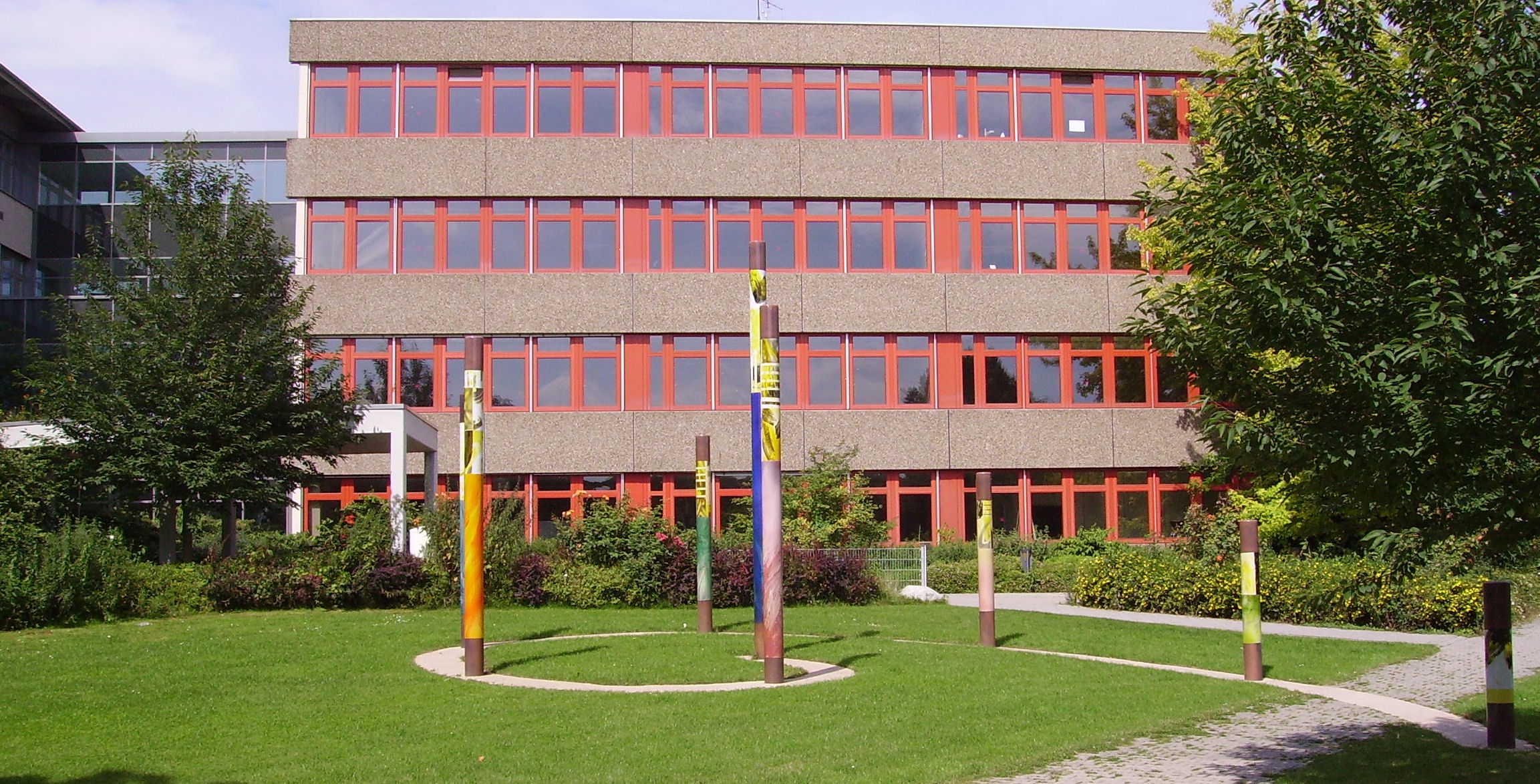
Schulzentrum

| Name                     | Träger                | Anmerkungen |
| ------------------------ | --------------------- | --- |
| Grundschule Carl-Bosch   | Gemeinde Limburgerhof | Der Chemiker Carl Bosch entwickelte zusammen mit Fritz Haber das 1910 patentierte Haber-Bosch-Verfahren zur Ammoniak-Gewinnung. |
| Grundschule Domholz      | Gemeinde Limburgerhof | Der Wald Domholz gehörte dem Bistum Speyer.                                                                                     |
| Rudolf-Wihr-Schulzentrum | Rhein-Pfalz-Kreis     | Das Rudolf-Wihr-Schulzentrum besteht aus einer Kooperativen RealschulePlus.                                                     |

### Bibliotheken
Neben der Gemeindebücherei gibt es auch die Katholische öffentliche Bücherei (KöB).

### Unterhaltung
Capitol-Lichtspiele
In Limburgerhof hat sich ein Kino erhalten, welches das große Kinosterben der 1970er Jahre überdauert hat. Die „Capitol-Lichtspiele“ veranstalten zusammen mit den Gleichstellungsbeauftragten der Gemeinde die Reihe „Frauenkino“, eine Filmauslese, die sich besonders an Frauen richtet.
| Name                | Kurzbeschreibung                                                                                                |
| ------------------- | --- |
| buehne-Limburgerhof | Theater im Gasthaus Limburgerhof                                                                                |
| Kleine Komödie      | spielt im Kultursaal des Ortszentrums, 60 Prozent des Publikums, kommen aus einem Umkreis bis zu 100 Kilometern |

DARC-K42
Ortsgruppe des Deutschen Amateur-Radio-Clubs.
Historischer Verein der Pfalz e. V.
Vortragsreihe zu historischen und aktuellen Themen
MGV- 1903 Limburgerhof e. V.
Gemischter Chor "No Limits" (seit 1997). Zuvor von 1903 bis 2012 mit Männerchor.
1. Karnevalverein Limburgerhof e. V.

### Sport

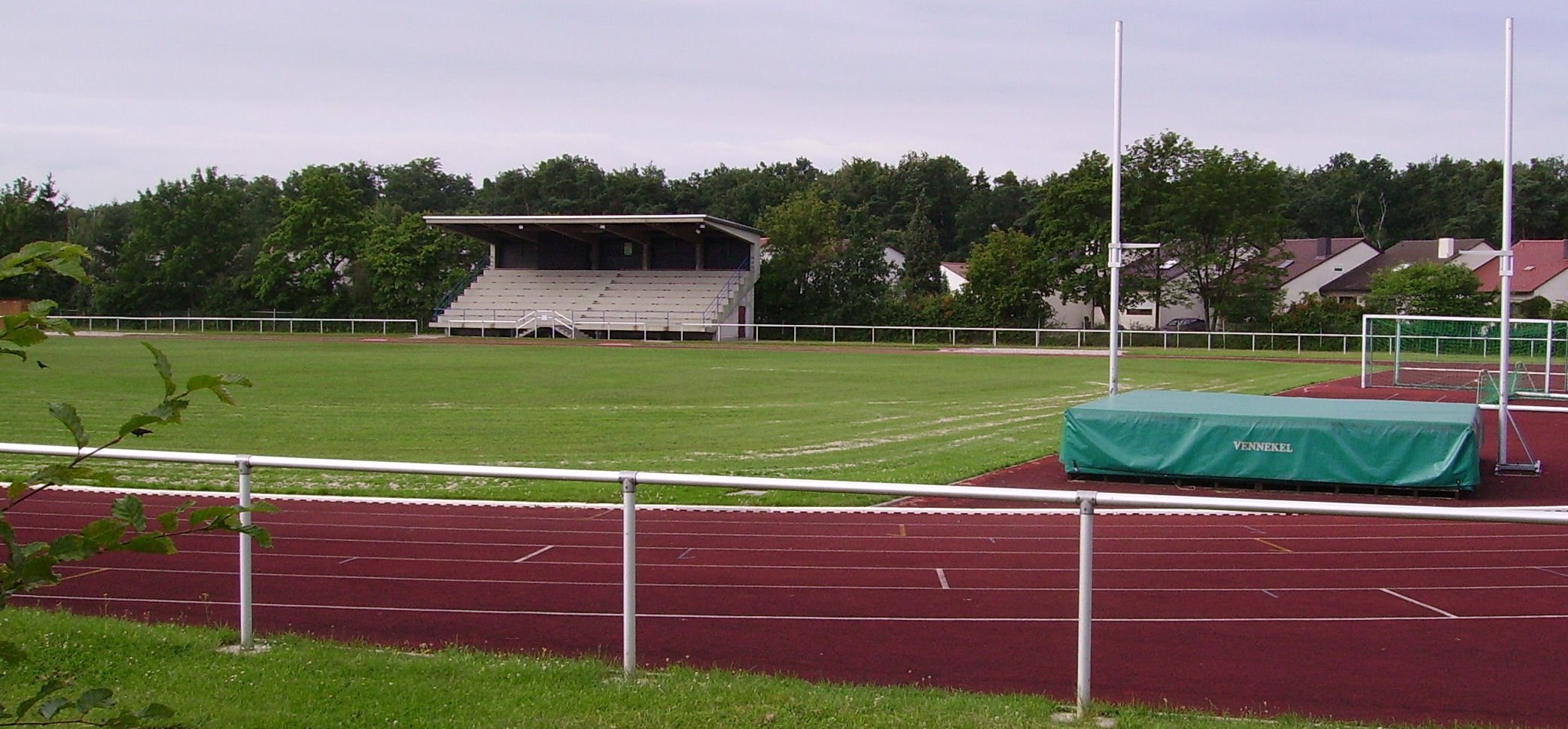
Waldstadion
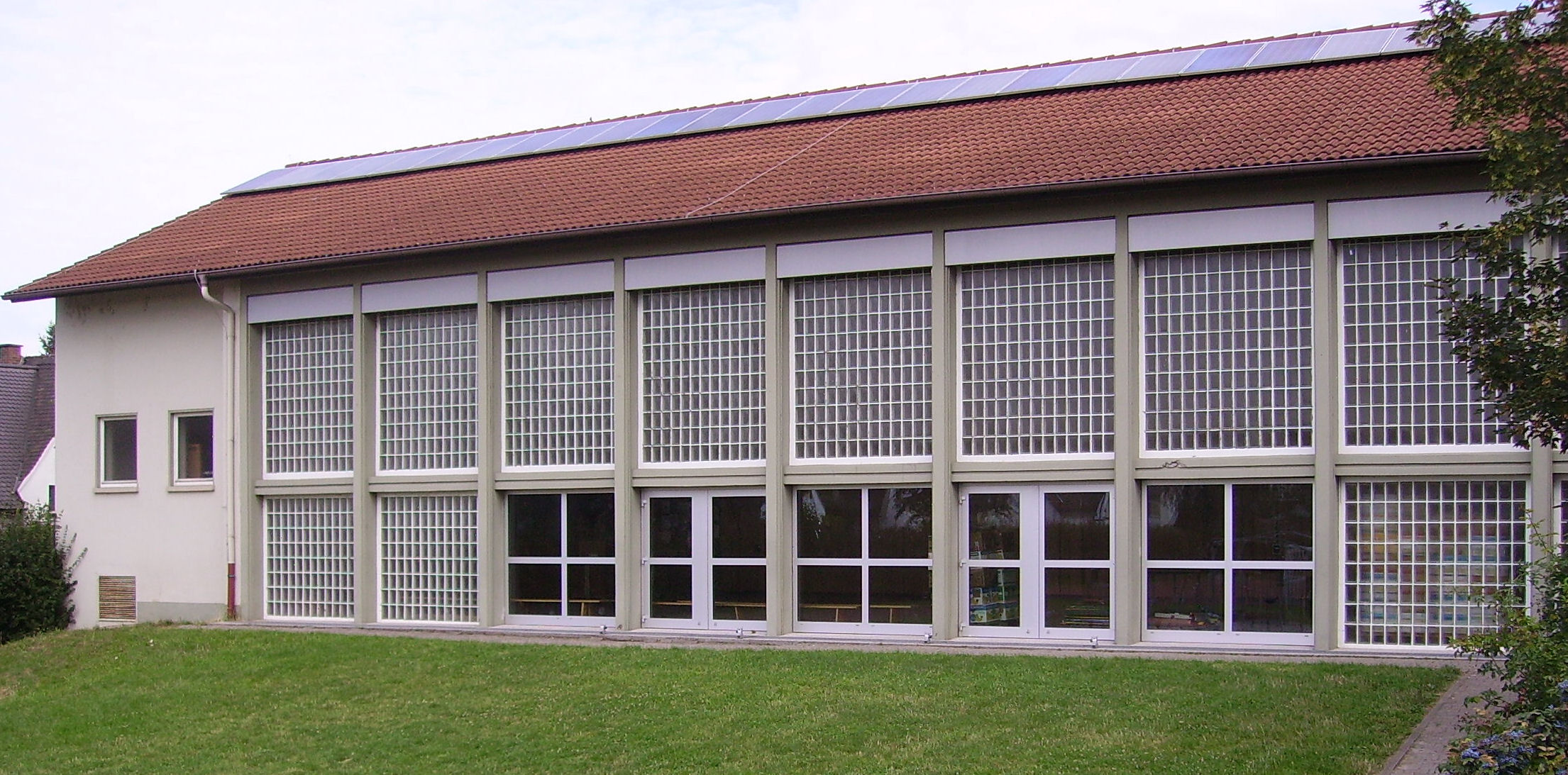
Carl-Bosch Turnhalle
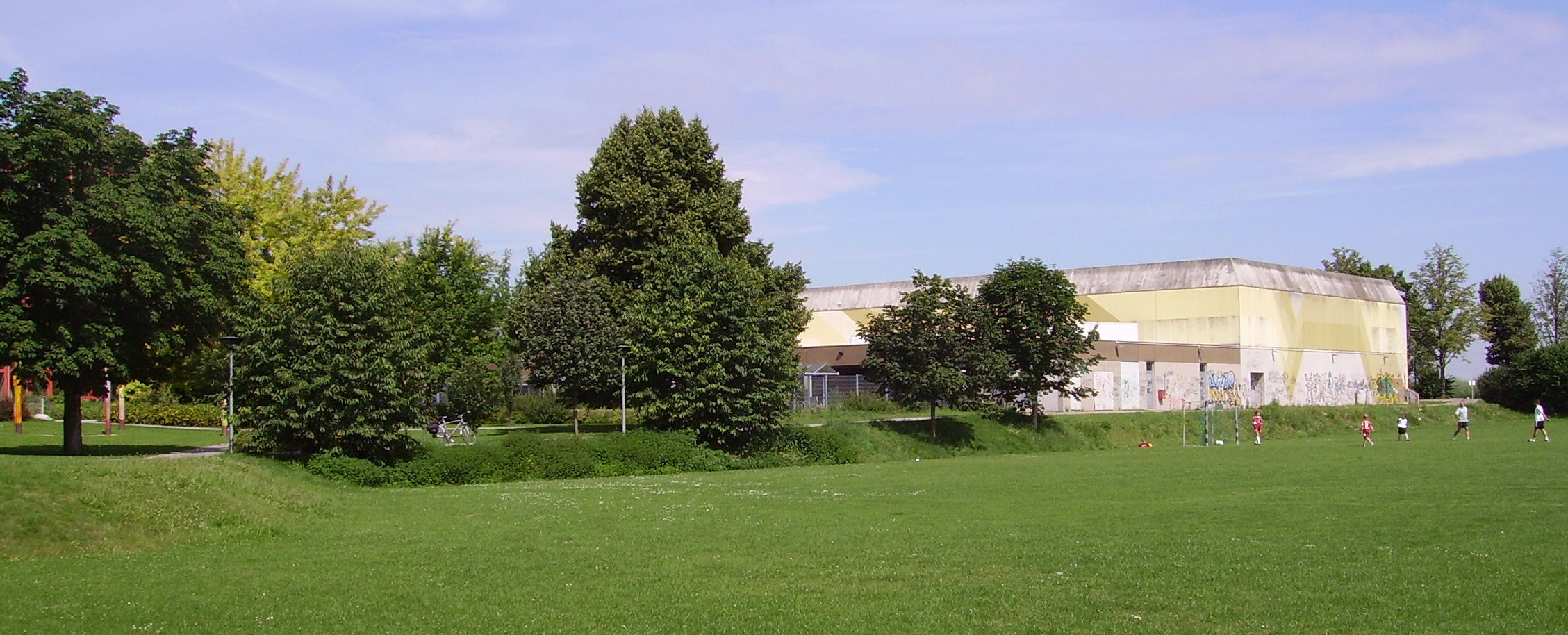
Schulzentrum
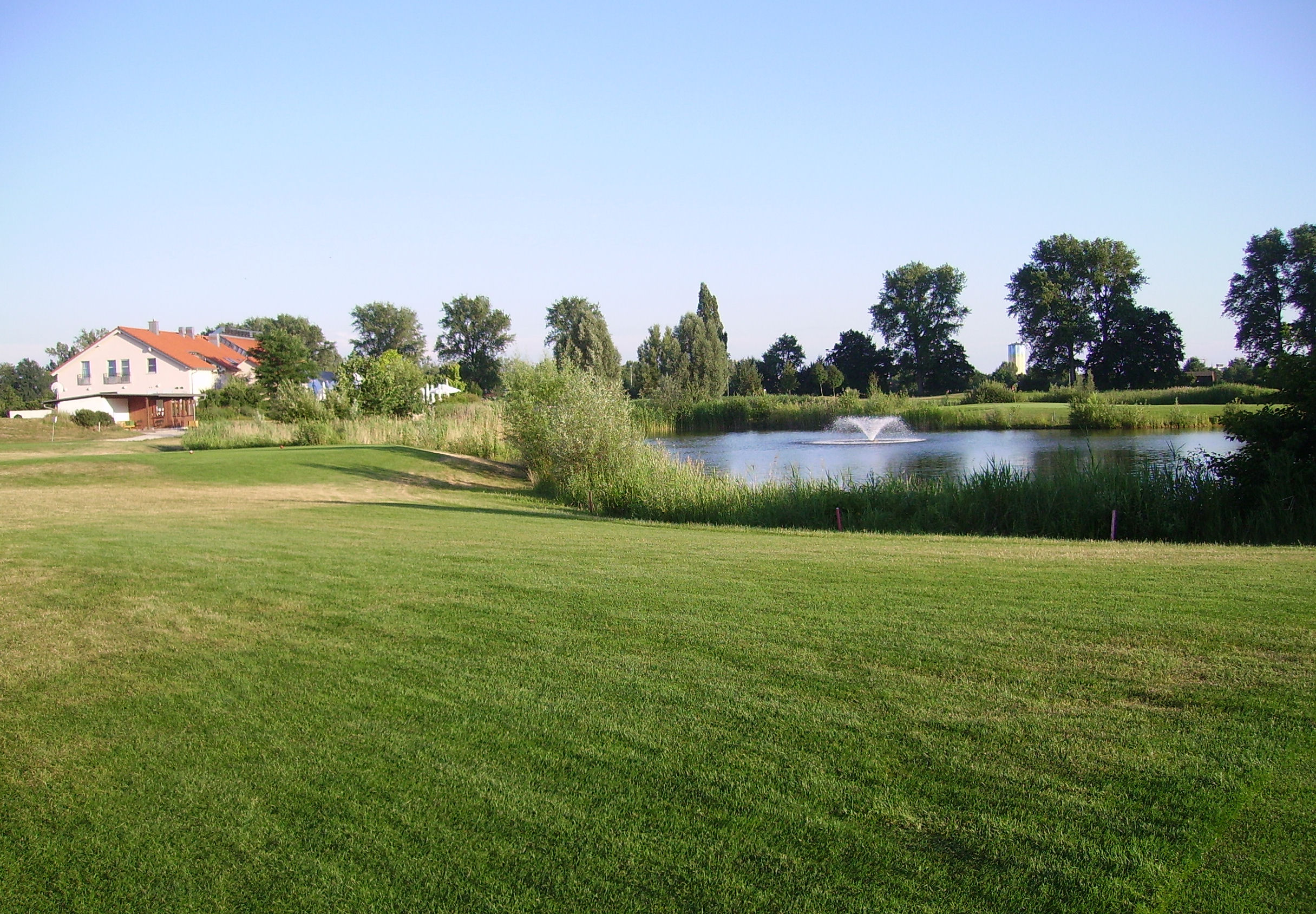
Golfpark Kurpfalz

Am 20. Juni 1993 fand in Limburgerhof das Endspiel um die Deutsche Frauenmeisterschaft im Fußball statt; dies entschiod der TuS Niederkirchen für sich.

#### Sportvereine
| Verein                                        | Schwerpunkte                                                                                     |
| --------------------------------------------- | ------------------------------------------------------------------------------------------------ |
| Black Scorpions Kickboxen – Limburgerhof      | Kickboxen                                                                                        |
| Budoteam Limburgerhof                         | koreanischer Kampfsport Taekwondo                                                                |
| Badmintonclub „Phönix“ Limburgerhof           | Badminton                                                                                        |
| DLRG OG Limburgerhof                          | Schwimmen, Wasserrettung                                                                         |
| DJK SG „Palatia“ Limburgerhof                 | Tischtennis, Faustball, Frauengymnastik, Leichtathletik, Schießsport, Basketball, Reha-Gymnastik |
| Freizeitbad Aquabella                         | gemeinsames Hallen- und Freibad mit der Gemeinde Mutterstadt                                     |
| Golfpark Kurpfalz                             | Golf, 27-Loch-Anlage                                                                             |
| 1. Karnevalverein Limburgerhof                |                                                                                                  |
| LG MuLi                                       | Laufgemeinschaft Mutterstadt-Limburgerhof; Marathon                                              |
| Reiten auf dem Kohlhof                        | Voltigieren und therapeutisches Reiten                                                           |
| Schachfreunde Limburgerhof                    | Schach in der 2. Pfalzliga/Ost und Bezirksklasse                                                 |
| Skiclub Limburgerhof                          | Ski & Snowboard                                                                                  |
| Sportgemeinde 1919 Limburgerhof               | Fußball                                                                                          |
| Tatsu-Ryu-Bushido                             | japanische Kampfkunst                                                                            |
| Tanzsportclub „Grün Gold Casino“ Limburgerhof | Standard- und Latainamerikanischen Tänze                                                         |
| Tennisclub Limburgerhof e. V.                 | Tennis & Breitensport                                                                            |
| Turngemeinde 1904 Limburgerhof (TG04)         | Leichtathletik, Kunstturnen, Schießsport, Judo, Kickboxen, Taekwondo, Karneval, Breitensport     |

#### Indiaca
1968 fand die erste Deutsche Meisterschaft Indiaca in Limburgerhof statt.

### Soziales
- Jugendzentrum
- Jugendzentrum

| Name                                     | Schwerpunkte                                              |
| ---------------------------------------- | --------------------------------------------------------- |
| Jugendzentrum                            | Fußball, Gitarre, Internet-Café, Mädchentreff und Töpfern |
| SJD – Die Falken Jugendzentrum           | sozialistische Jugendorganisation                         |
| Junge Kirche St. Bonifatius Limburgerhof | Jugendarbeit der katholischen Pfarrgemeinde               |
| Protestantischer Familienverein          | Kinder- und Jugendpflege                                  |
| VdK Limburgerhof                         | VdK                                                       |

Ökumenische Sozialstation

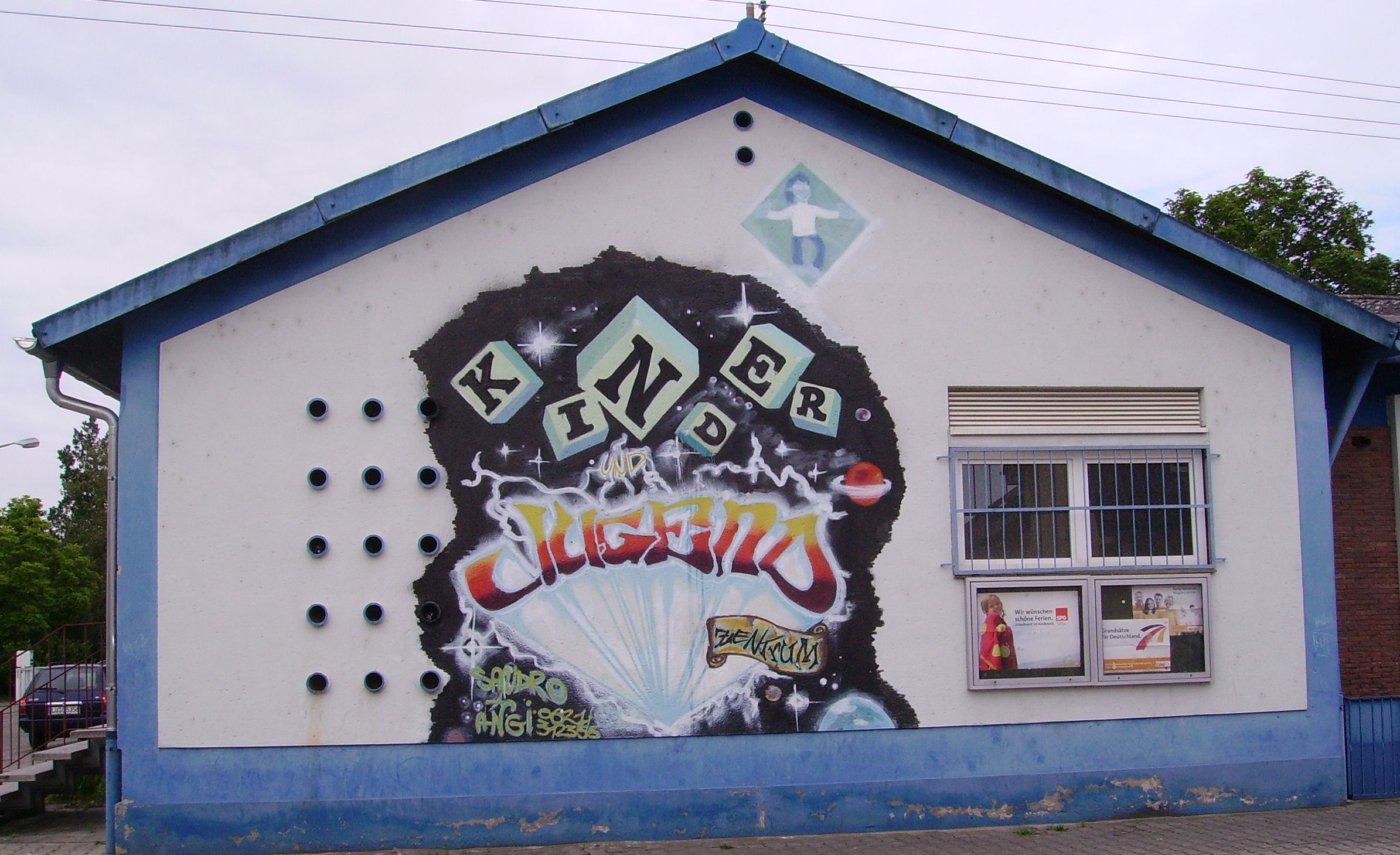
Jugendzentrum
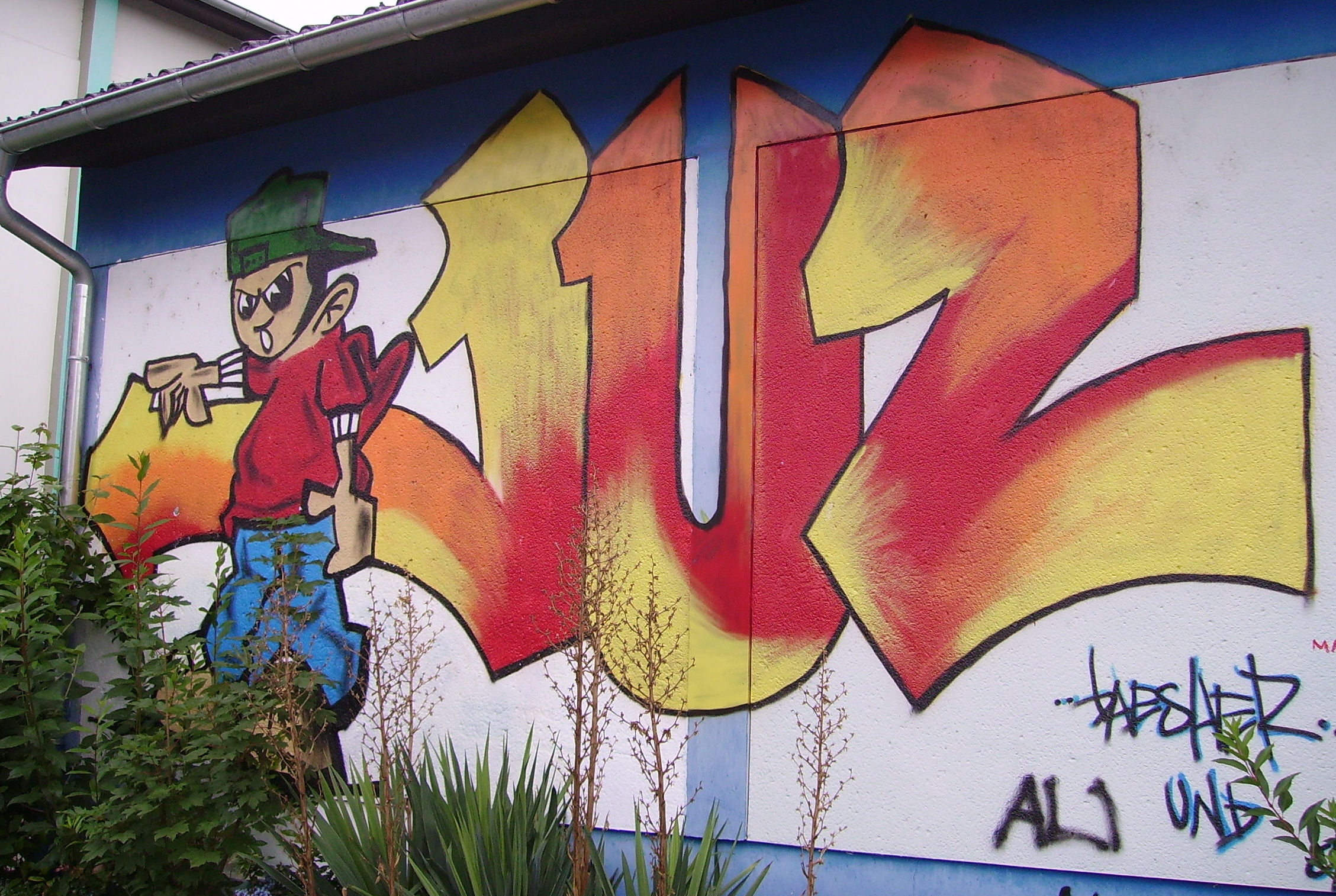
Jugendzentrum

Seit 1978 sind die kirchlichen Krankenpflegevereine in einer ökumenischen Sozialstation zusammengeschlossen. Angeschlossen sind die Gemeinden Mutterstadt, Neuhofen, Altrip, Waldsee und Otterstadt.
Die Ökumenische Sozialstation Limburgerhof e. V. ist zuständig für die häusliche Versorgung von etwa 48.000 Einwohnern im südlichen Rhein-Pfalz-Kreis. Die Einrichtung wird getragen von den katholischen und protestantischen Kirchengemeinden und Kranken- bzw. Elisabethenvereinen.

## Religion

### Konfessionsstatistik
Gemäß der Volkszählung 2011 lag am 9. Mai 2011 der Anteil der katholischen Bürger bei 31,8 %, der evangelischen bei 33,5 % und der Sonstigen bei 34,7 % Die Anteil an der Gesamtbevölkerung der Katholiken und vor allem die der Protestanten ist seitdem gesunken. Ende November 2024 hatten 22,6 % der Einwohner die evangelische Konfession und 23,1 % die katholische. 54,3 % gehörten anderen Konfessionen oder Glaubensgemeinschaften an oder waren konfessionslos.

### Christentum

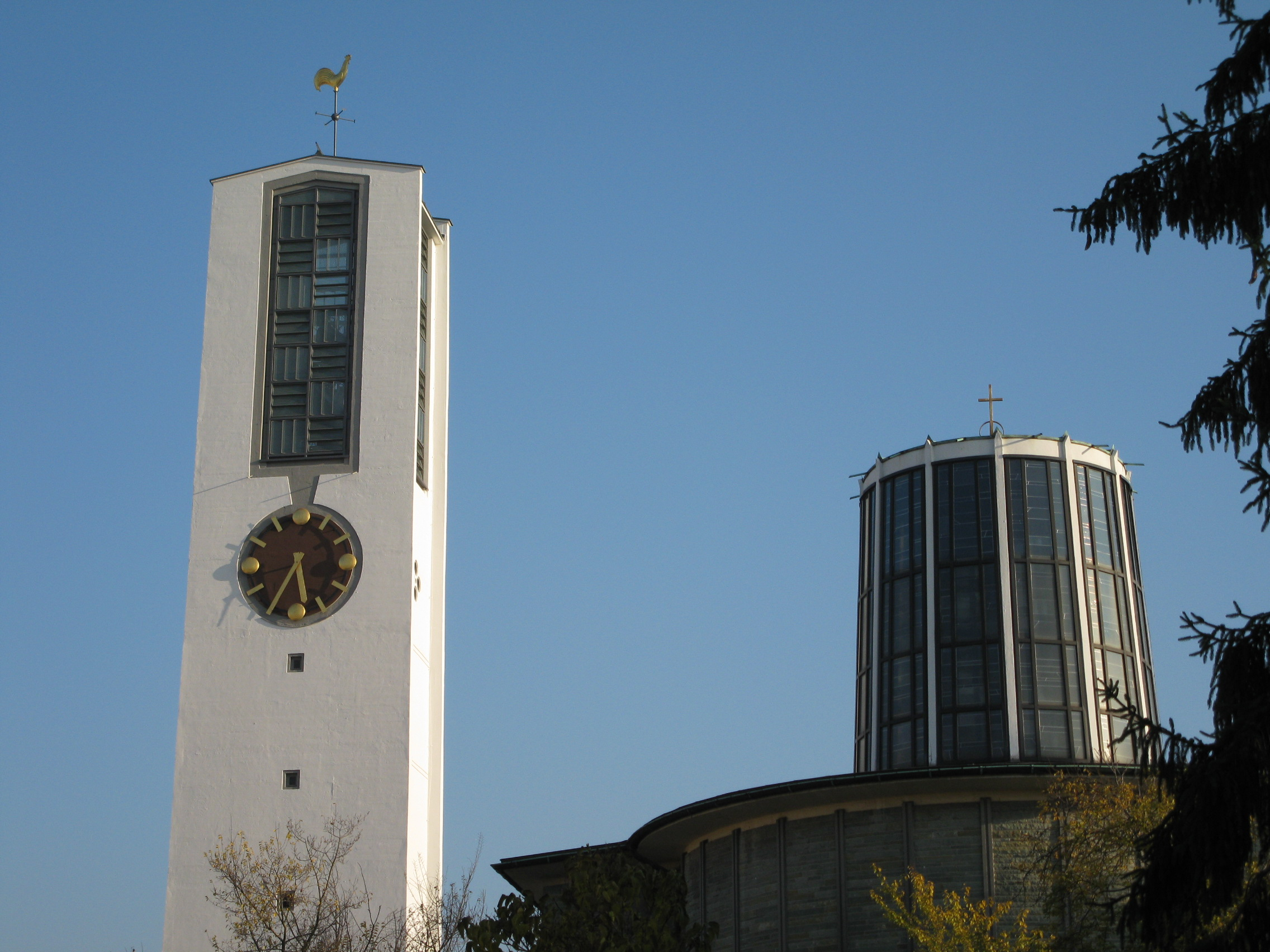

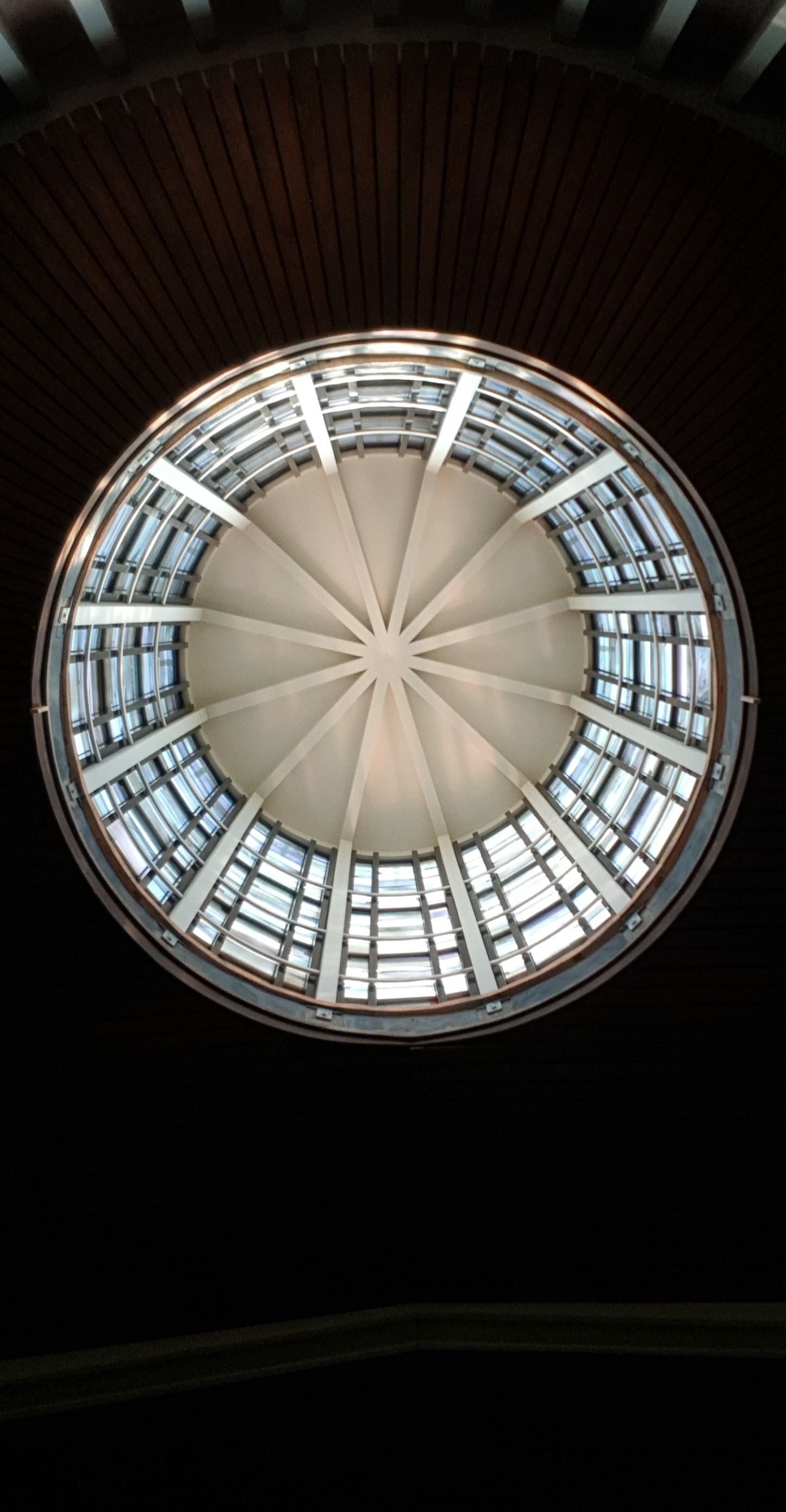
Tambour 2020

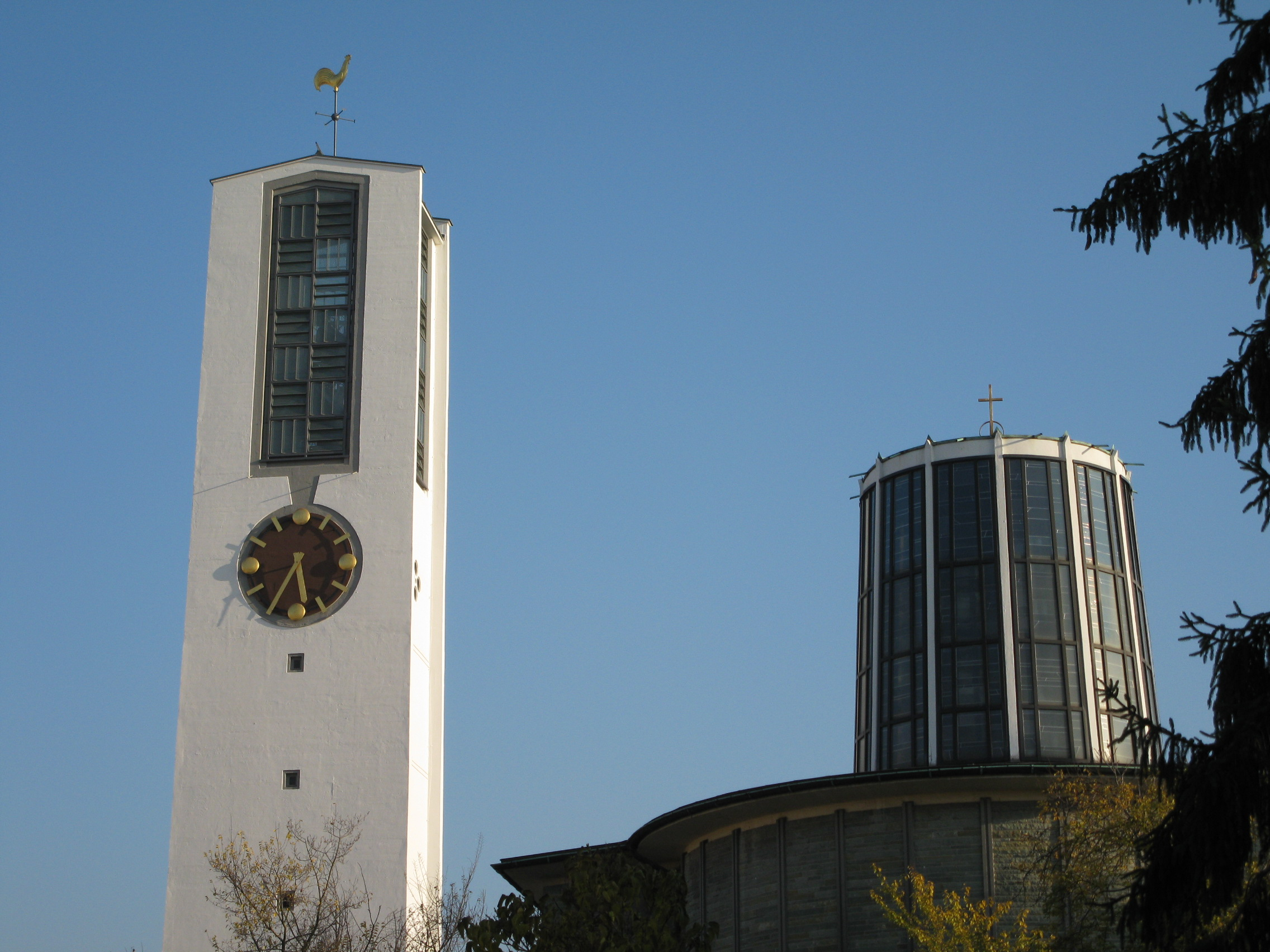
Protestantische Kirche mit Tambour
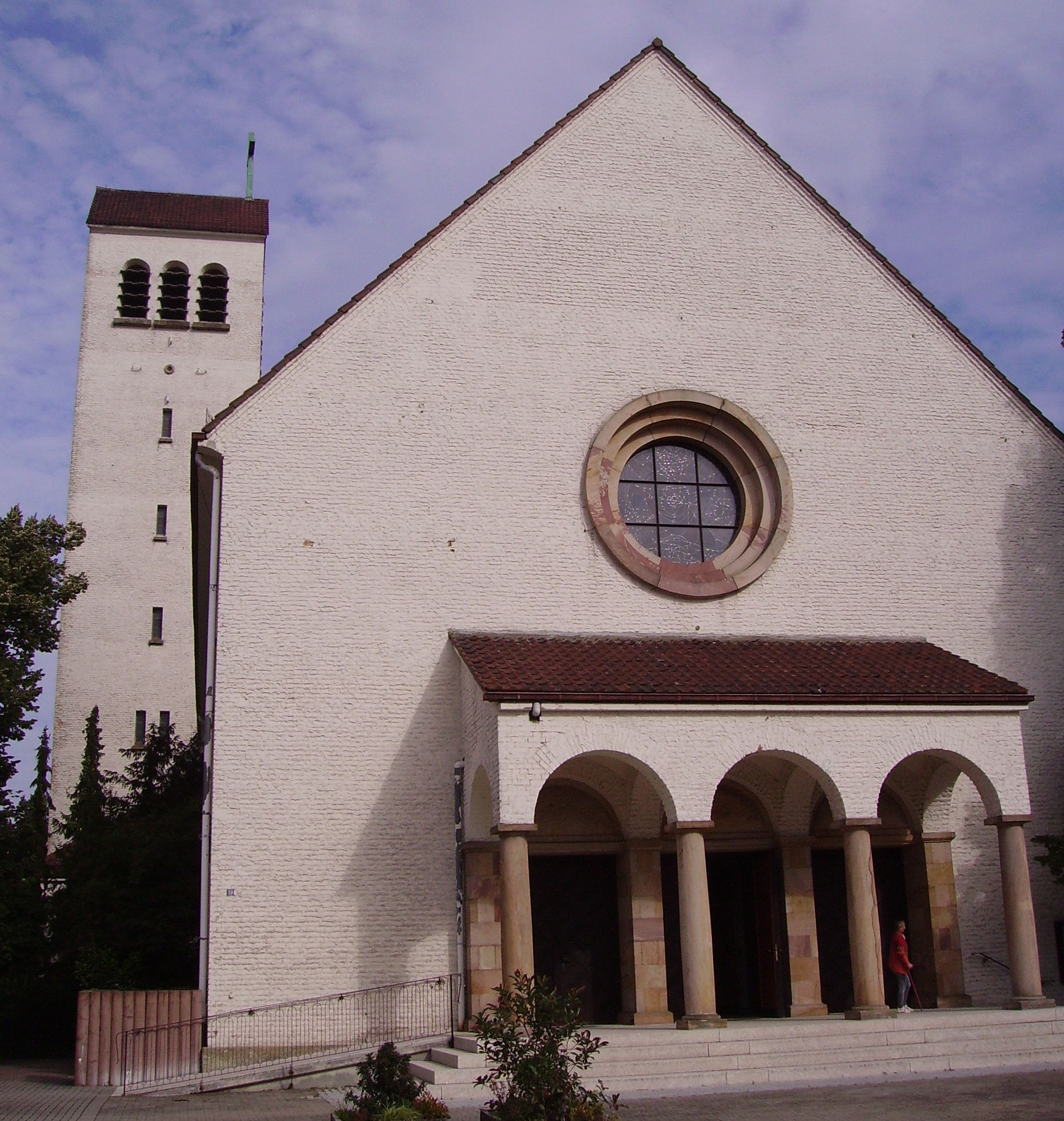
Katholische Kirche
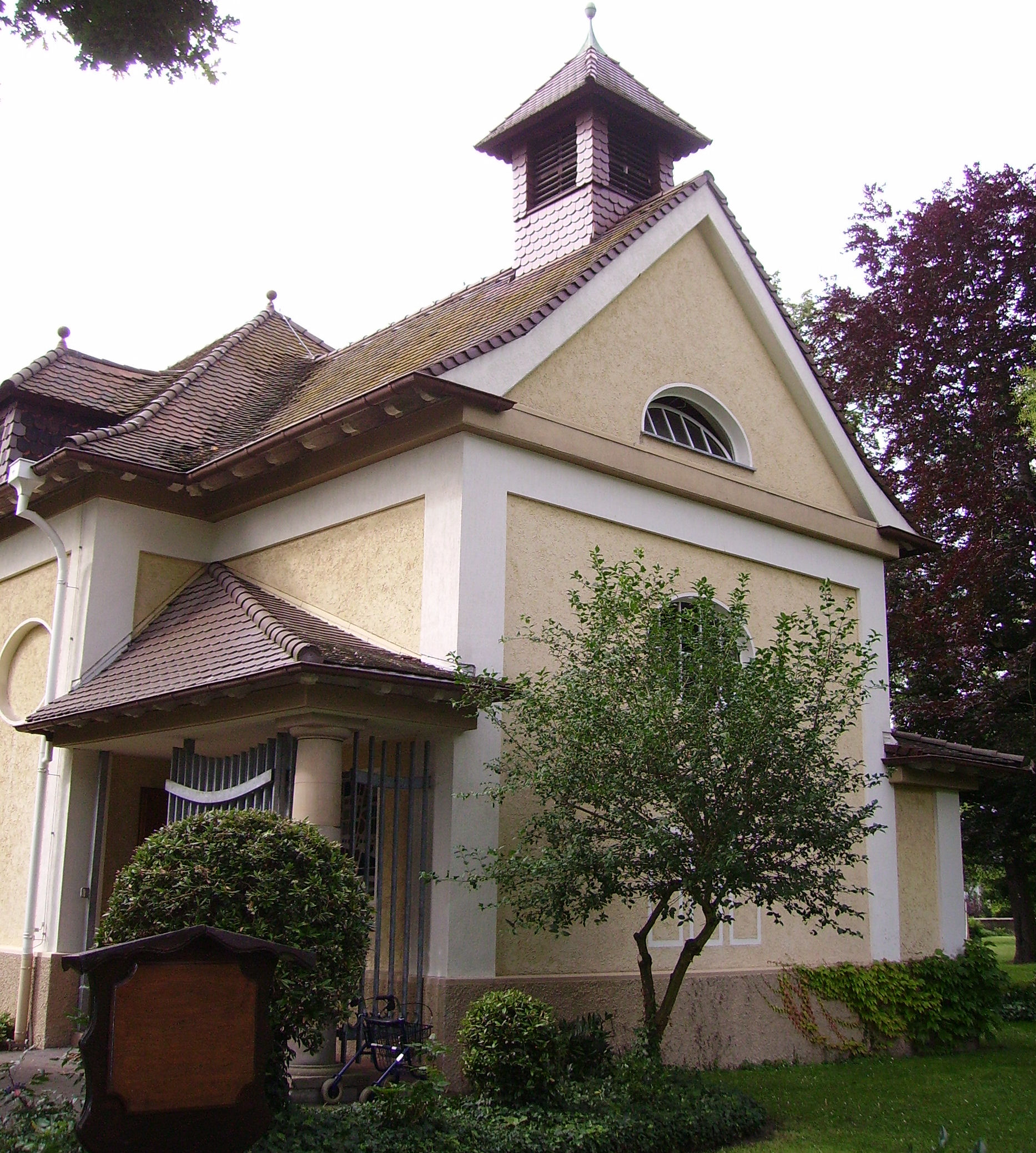
Neuapostolische Kirche
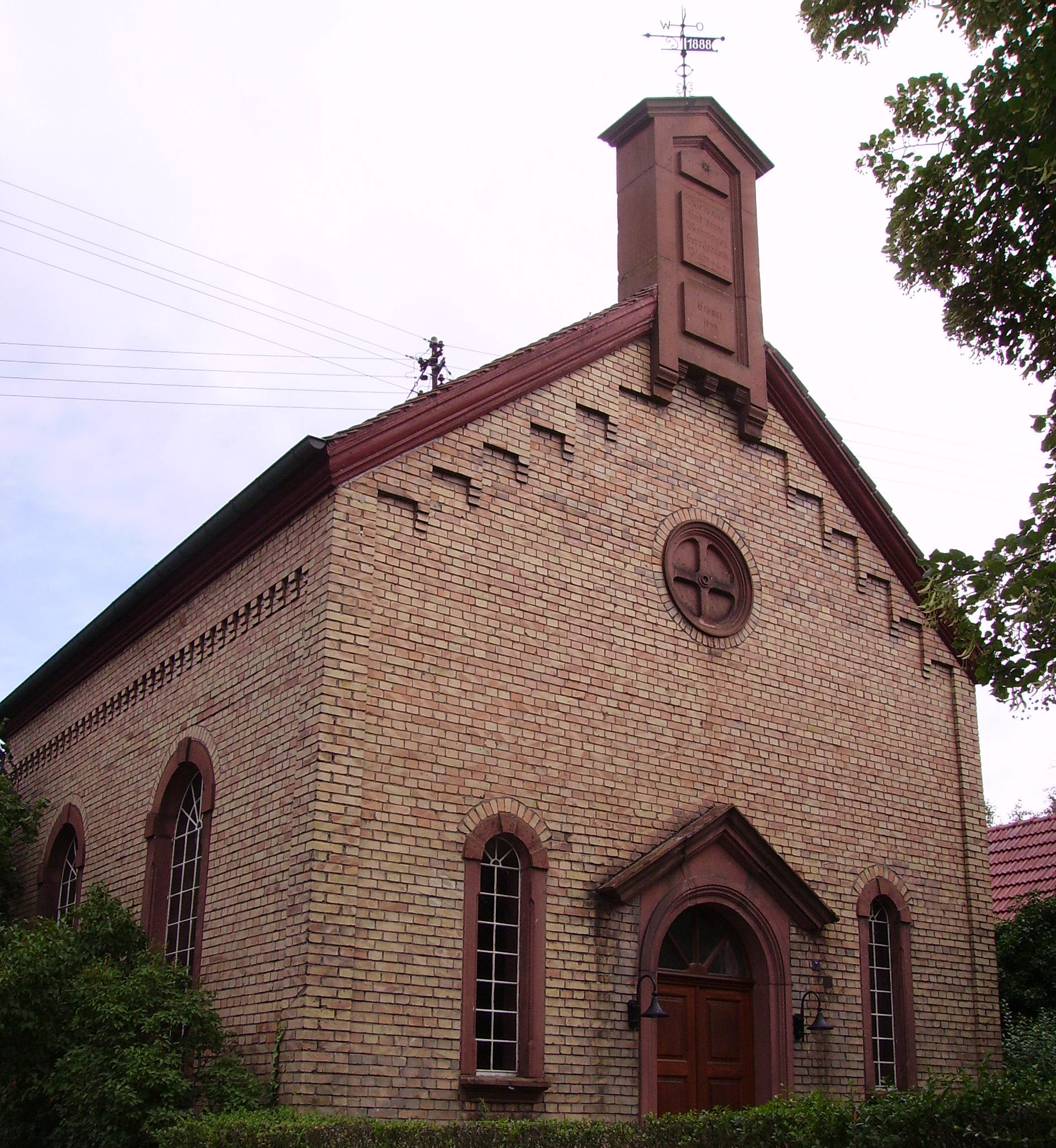
Mennonitenkirche

#### Protestantische Kirchengemeinde
Das Konsistorium der Protestantischen Landeskirche der Pfalz verfügt 1846 die Zugehörigkeit der evangelischen Christen auf dem Limburgerhof zur Pfarrei Mutterstadt.
Mit diesem Erlass wurden die Protestanten auf dem Limburgerhof als zusammengehörige Gemeinschaft anerkannt und waren nicht mehr Mitglieder vier verschiedener protestantischer Kirchengemeinden. Damit war auch der Grundstein für eine künftige Kirchengemeinde gelegt. Diese selbständige Pfarrei wurde aber erst am 1. Dezember 1926 durch das Konsistorium eingerichtet.
Der Anstoß zur Bildung einer eigenen Kirchengemeinde kam von der BASF, deren Direktion am 21. Dezember 1901 an das Konsistorium in Speyer folgendes Schreiben richtete:

„Wir beehren uns ergebenst mitzuteilen, daß wir im Herbst dieses Jahres unsere neue Kolonie auf dem Limburgerhof zunächst mit 62 Familien (31 protestantische, 31 katholische) besiedelt haben. Dieselben repräsentieren zusammen eine Kopfzahl von 332 Personen, worunter 152 Protestanten und 180 Katholiken. Von dem Bestreben geleitet, auch für Wahrung der kirchlichen Interessen unserer Arbeiter nach Möglichkeit Sorge zu tragen, erlauben wir uns die höfliche Anfrage, ob sich das kgl. Konsistorium in der Lage sieht, über die Vornahme von Taufen auf dem Limburgerhof Dispositionen zu treffen.“

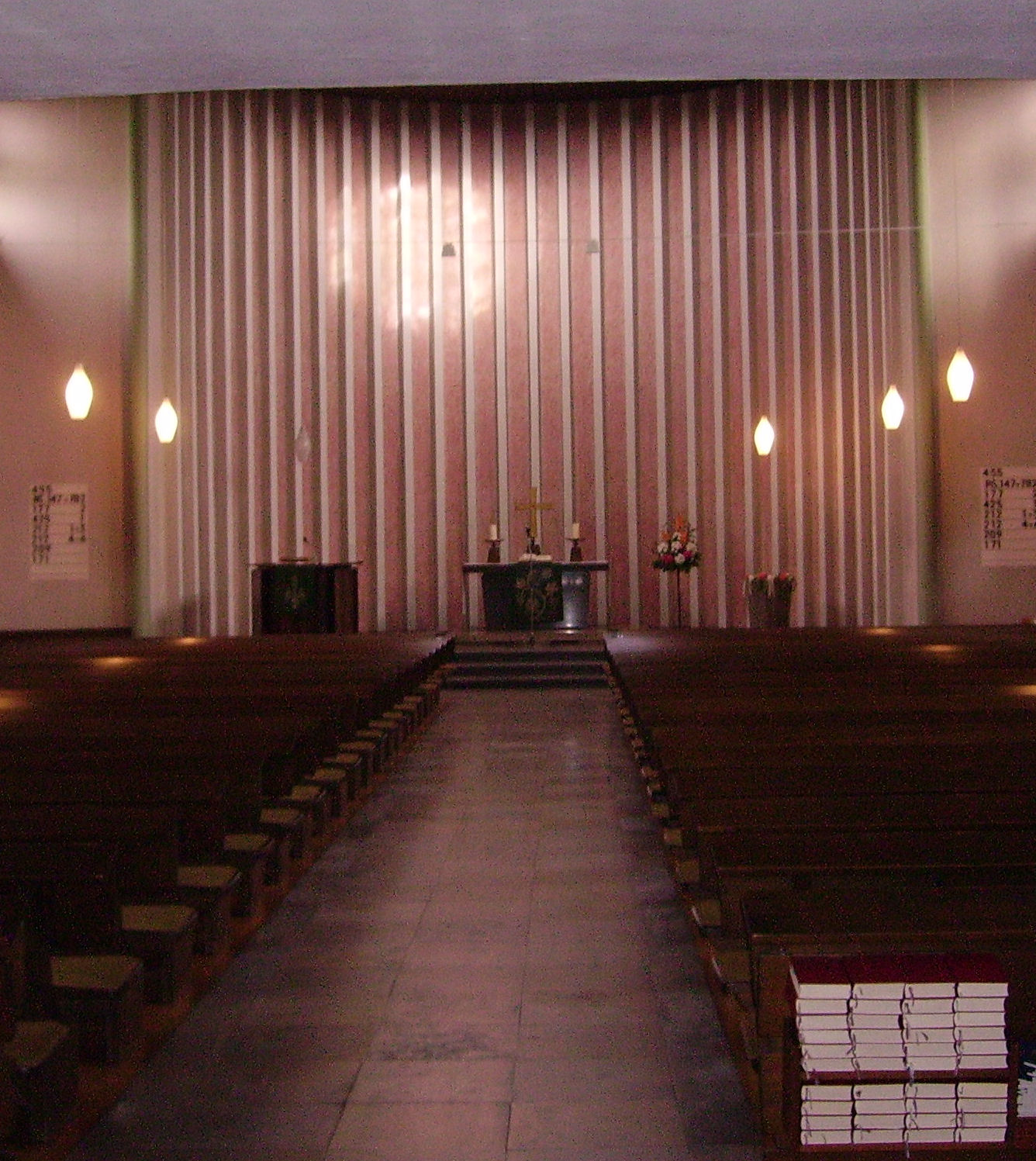
Innenraum

Dieser Bitte entsprach das Konsistorium. Die BASF stellte dann 1903 als Gottesdienstraum einen Saal im „Alten Schulhaus“ (Schlösschen im Park) zur Verfügung und ließ am Waldrand einen Friedhof für alle Konfessionen anlegen. Im Jahr 1911 wurde durch die BASF die Kirche im Park als Simultankirche errichtet und von Protestanten und Katholiken genutzt.
Nachdem die Katholiken am 7. März 1937 ihre eigene Kirche eingeweiht hatten, wurde die Kirche im Park von den Protestanten alleine weitergenutzt, die aber – wegen des raschen Wachstums des Ortes – ebenfalls bald nicht mehr ausreichte. Es dauerte – bedingt durch den Krieg – lange, bis ein eigener Kirchenbau realisiert werden konnte. Schließlich wurde die Kirche in der Amtszeit von Pfarrer Jakob Jung nach den Plänen des Speyerer Architekten Egon Freyer gebaut. Der erste Spatenstich fand am 28. November 1955 statt, am 6. Januar 1957 die Einweihung.
Dieser Kirchenbau ist charakteristisch für die 1950er Jahre, wobei aber auch historische Motive neu interpretiert werden – z. B. die direkte Beleuchtung des Altars mit einer Tambourkuppel wie im Barock. Der frei stehende Turm ist 31 Meter hoch und erhielt 1958 vier Glocken. Das Motiv des Kirchen-„schiffes“ kommt durch die Aufnahme von „Bullaugen“ in die Seitenwände der Kirche zum Ausdruck. Das zum Chorraum leicht abfallende Niveau (0,5 Meter) bringt die Konzentration auf Altar und Verkündigung zum Ausdruck. Im Jahr 1992 wurde die Kirche unter Denkmalschutz gestellt.
Im Jahr 2012 musste der Glockenturm saniert werden, insbesondere die Schallluken. Da die Betondeckung zu dünn war, platzten Betonteile ab. In Rücksprache mit der Landesdenkmalpflege wurde eine neue Lösung für die Schallluken gefunden. Die Betonquader wurden durch Glaslamellen ersetzt. Diese Lösung ermöglicht eine Beleuchtung des Turms von innen. Diese wurde von dem Berliner Lichtkünstler Ingo Bracke konzipiert. Indem auch der Tambour von innen beleuchtet wird, wird der freistehende Turm nachts in besonderer Weise mit dem Gebäude verbunden. Die Farbe der Beleuchtung (Freitag bis Sonntag) orientiert sich an den liturgischen Farben des Kirchenjahres.
Eine Betonsanierung des Tambours scheiterte 2016, so dass er abgerissen werden musste. 2020 wurde er wiedererrichtet.

#### Katholische Kirchengemeinde

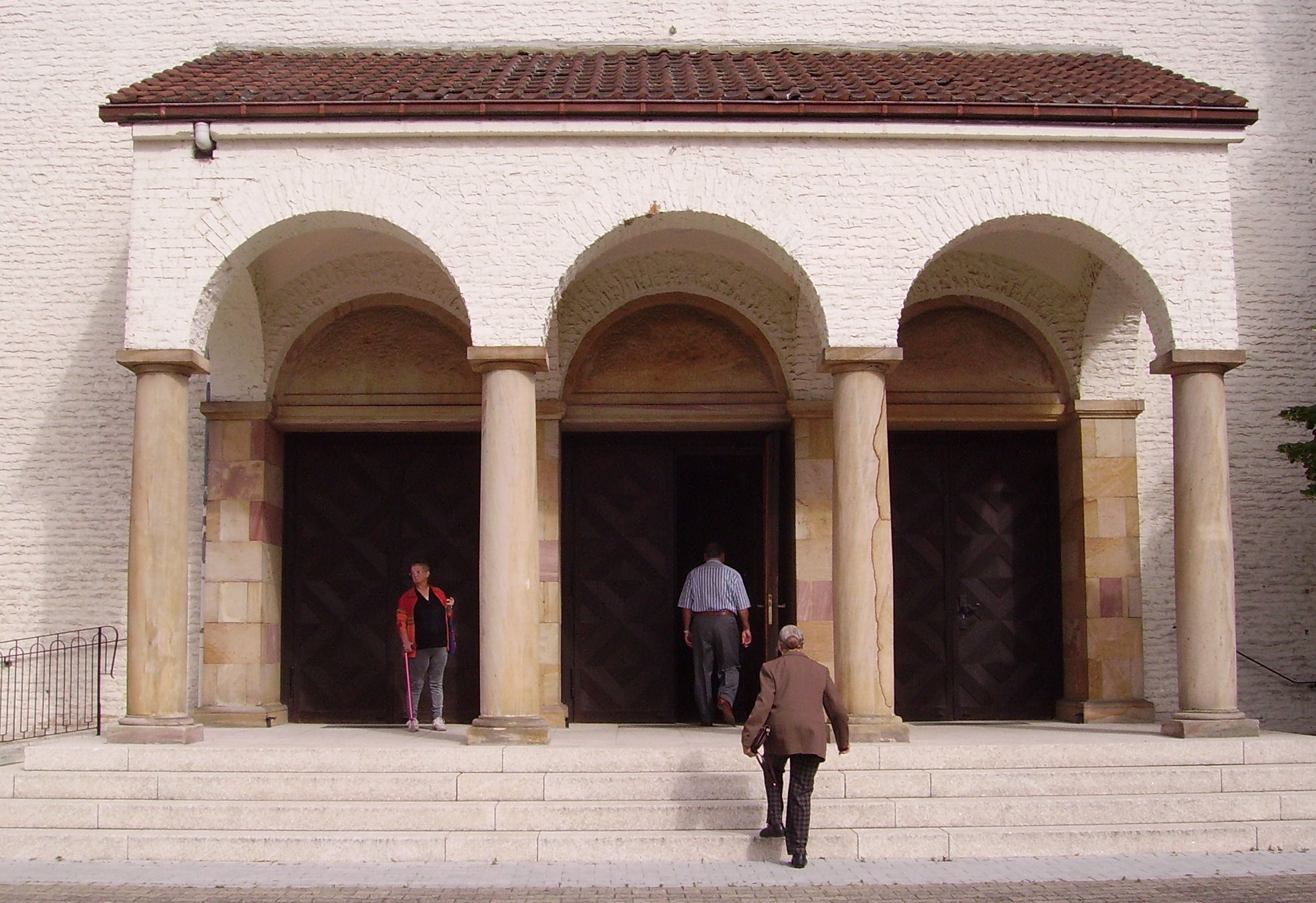
Portal der katholischen Kirche St. Bonifatius

Im Jahr 1845 weihte der Speyerer Bischof Nikolaus von Weis in Limburgerhof eine Kapelle für die Familie des Adalbert, Freiherr Waldner von Freundstein, im Aussichtsturm des Parks. Die katholischen Bewohner Limburgerhofs wurden ursprünglich von der Pfarrei Schifferstadt betreut.
Schon im Jahr 1909 bemühte sich das bischöfliche Ordinariat in Speyer bei der Werksleitung der BASF um die Errichtung eines eigenen Bethauses. Im gleichen Jahr gab die Werksleitung ihre Absicht bekannt, ein Bethaus zur gemeinschaftlichen Benutzung für ihre protestantischen und katholischen Arbeiter zu errichten, das am 8. Oktober 1911 eingeweiht werden konnte. Das kleine Türmchen hatte aber einen so engen Durchmesser, dass selbst das kleine Glöckchen nicht geläutet werden konnte. Die BASF sorgte für die Inneneinrichtung: Altäre, Bänke, Orgel und Glocke. Außerdem kam sie für die Besoldung des Organisten und des Sakristans auf.
Eine selbständige katholische Pfarrei wurde im Jahr 1922 errichtet. Die katholische Kirche wurde im Jahr 1935 errichtet. Pfarrer Johannes Fink brachte die Pläne zum Bau einer katholischen Pfarrkirche zum Abschluss. Im Oktober 1935 wurde der erste Spatenstich vorgenommen, sodass am 7. März 1937 die Kirche durch Bischof Ludwig Sebastian konsekriert werden konnte.
2010 wurde ein Vergewaltigung einer Patientin in der örtlichen Einrichtung der Caritas publik.

#### Mennonitengemeinde

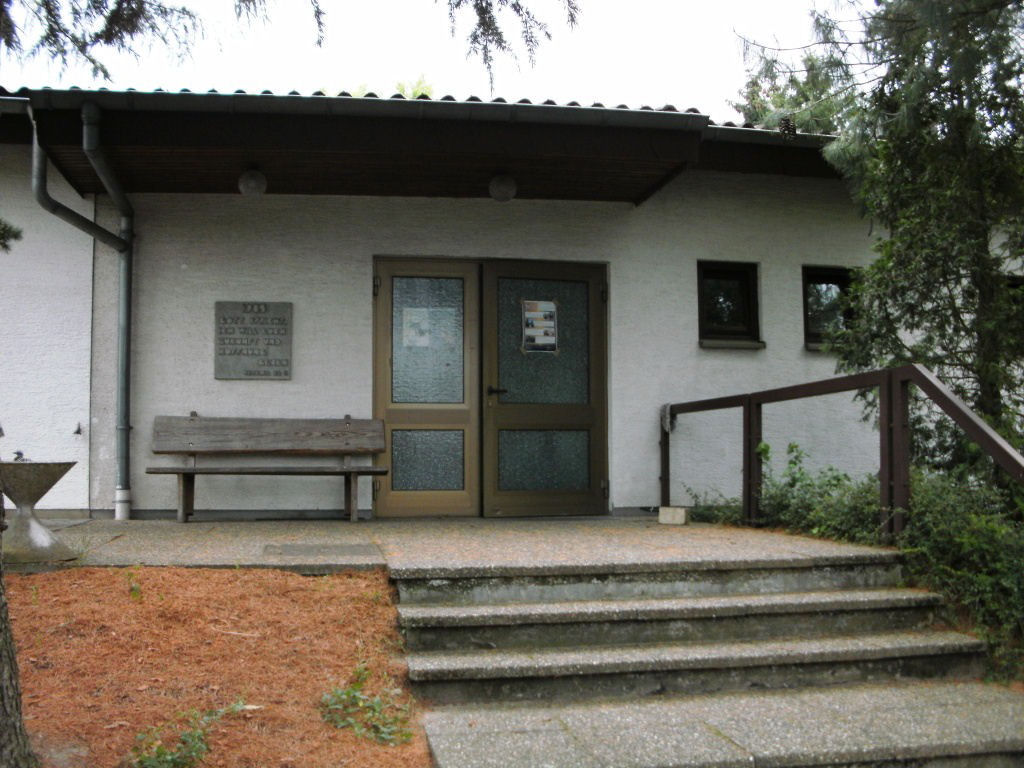
Gemeindehaus der Mennonitengemeinde, errichtet 1985

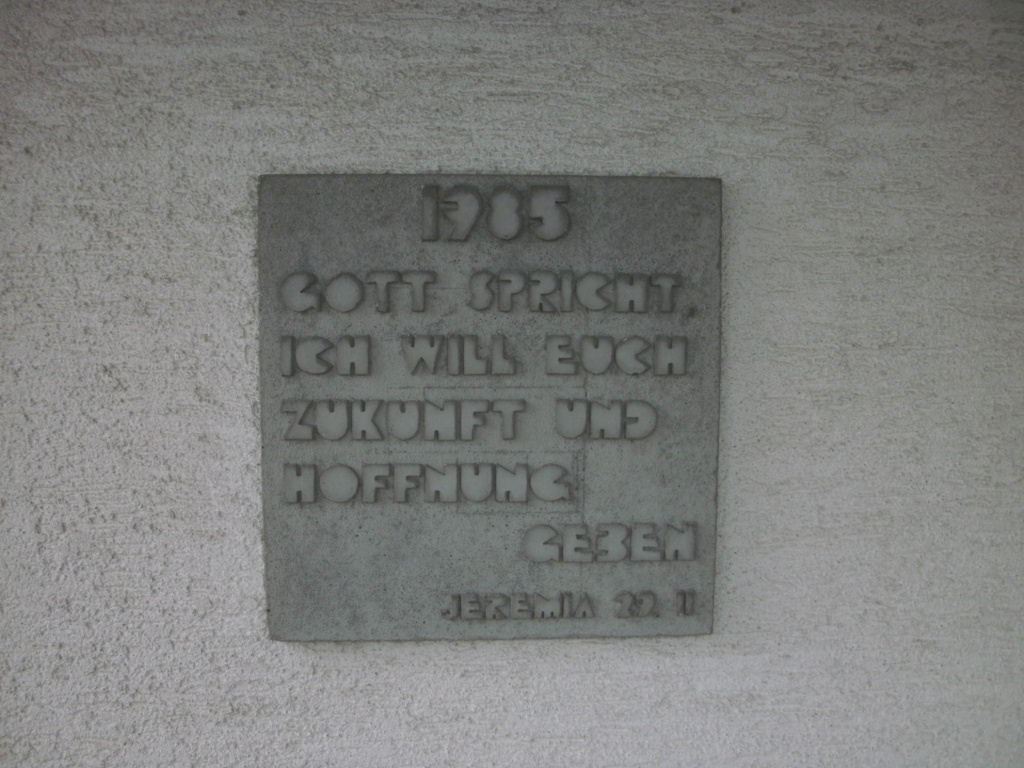
Gedenktafel am mennonitischen Gemeindehaus

Die erste öffentliche Bekundung religiösen Lebens war der Mennonitentag im August 1826 auf dem Kohlhof. Um 1790 wurde nach langen Verhandlungen die Genehmigung für den Bau eines Bethauses für die damals 70 Mennoniten erteilt. Im Jahr 1887 wurde dann die heutige Kirche gebaut. 1985 wurde diese durch ein Gemeindehaus ergänzt. Heute besteht die Gemeinde aus 89 Mitgliedern, sie gehört über die Arbeitsgemeinschaft Südwestdeutscher Mennonitengemeinden zur Arbeitsgemeinschaft Mennonitischer Gemeinden in Deutschland. Seit 1833 wird gemeinsam mit der Mennonitengemeinde in Friedelsheim die Anstellung eines hauptamtlichen Predigers gemeinsam geregelt.
In Limburgerhof steht im Ortsteil Kohlhof die einzige Mennonitenkirche im Rhein-Pfalz-Kreis. Kurz vor Ende des Zweiten Weltkrieges wurde sie durch Granatsplitter getroffen. Nach dem 1743 erlassenen Verbot, Mennoniten weiterhin auf lutherischen oder reformierten Friedhöfen zu beerdigen, richtete die mennonitische Gemeinde einen eigenen Friedhof ein.
Siehe auch: Liste der Kirchen in der Arbeitsgemeinschaft Mennonitischer Gemeinden in Deutschland

#### Weitere religiöse Gemeinden/Gruppen
- Neuapostolische Kirche
- Christengemeinde ARCHE
- Kirche Jesu Christi der Heiligen der letzten Tage

## Persönlichkeiten

### Ehrenbürger
- 14. Juni 1984: Hermann Scherer (1914–1993), Bürgermeister von Limburgerhof und Landrat
- 2010: Heinrich Zier (* 1936), Bürgermeister von 1972 bis 2002

### Söhne und Töchter der Gemeinde
- Johann Wernz (1819–1895), Reichsoberhandelsgerichtsrat und Senatspräsident beim Reichsgericht
- Wolfgang Steuer (1915–1999), Förster und Politiker (SPD), Mitglied des Bayerischen Landtages

### Personen, die vor Ort gewirkt haben
- Heinz Bille, Träger des Verdienstordens des Landes Rheinland-Pfalz
- Manuel Flickinger (* 1988),  Reality-TV-Darsteller und LGBT-Aktivist, lebt in Limburgerhof
- Jürgen Fluck (* 1955), Lobbyist, Rechtswissenschaftler und Justiziar bei der BASF, arbeitete in Limburgerhof als Rechtsanwalt
- Rudolf Gäth (1912–1985), Chemiker, starb vor Ort
- Paul Eugen Haueisen (1845–1925), Architekt, entwarf vor Ort mehrere Wohnhäuser in der Brunckstraße
- Karl Herzog (* 1941), Volleyballspieler, spielte zeitweilig bei Jugenddorf Limburgerhof
- Bernd Köhler (* 1951),  Liedermacher, Grafiker, Musiker und Polit-Aktivist, wuchs vor Ort auf
- Willi Könn (1912–1997), Maler, Grafiker und Holzschneider der klassischen Moderne, hielt vor Ort 1993 die Ausstellung LIHOART ab
- Wolfgang Löckel (1953–2021), Sachbuchautor und Eisenbahnfachmann, wuchs in Limburgerhof auf
- Friedrich Julius Scherff (1920–2012), Maler und Vertreter des abstrakten Expressionismus sowie des Informel in Deutschland, hielt 2004 in der Gemeinde eine Ausstellung ab
- Willi Tatge (* 1958), Politiker (GRÜNE), lebte in Limburgerhof und war dort zeitweilig Ortsvorsitzender seiner Partei
- Petra Wassiluk (* 1969), Langstreckenläuferin, erzielte vor ort am 7. August 1997 im 3000-Meter-Lauf ihre persönliche Bestleistung
- Gertrud Wetzel (1914–1994), Politikerin (SPD), erhielt vor Ort ihr Volksschulausbildung

## Bildergalerie

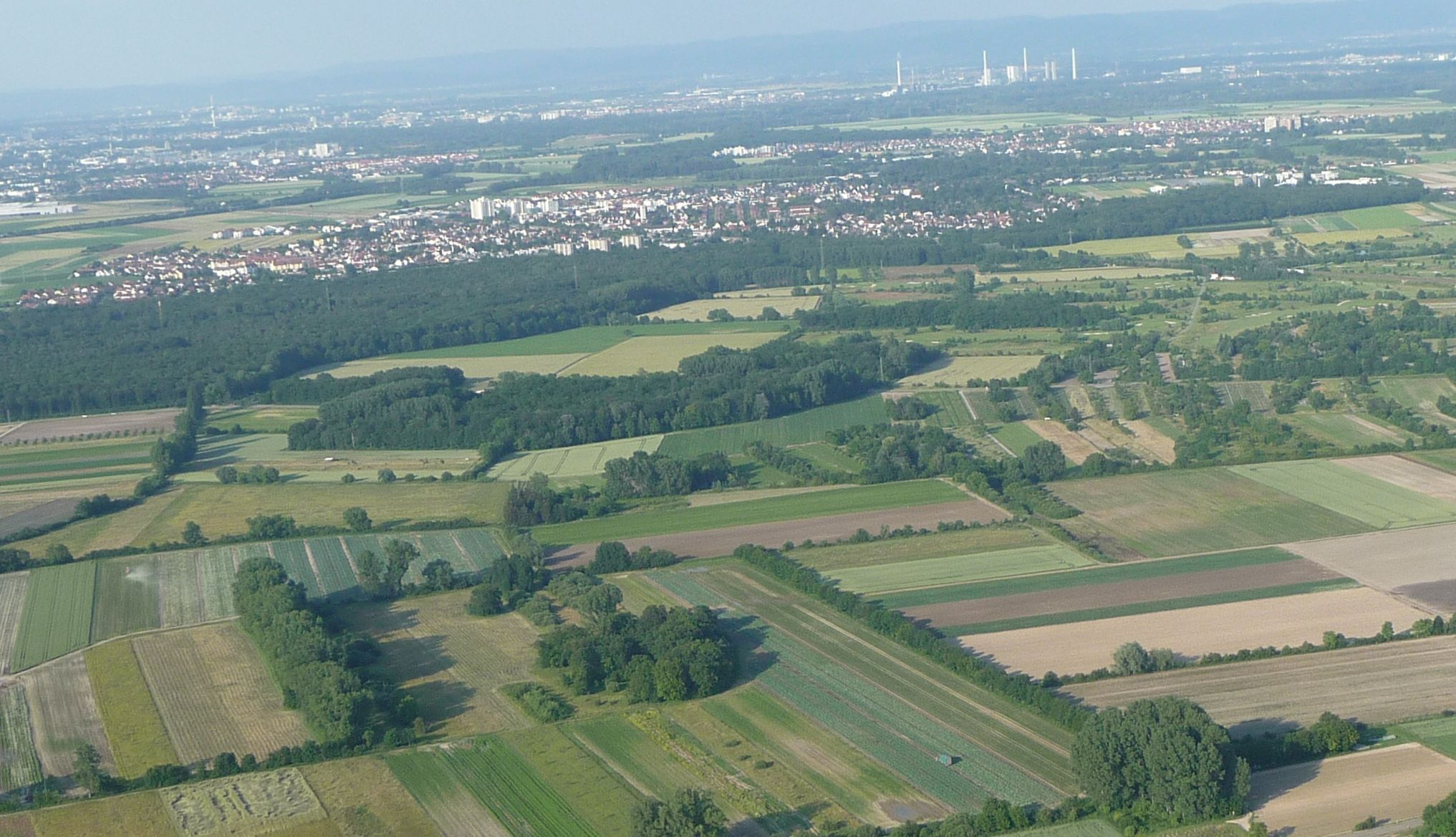
Luftbild
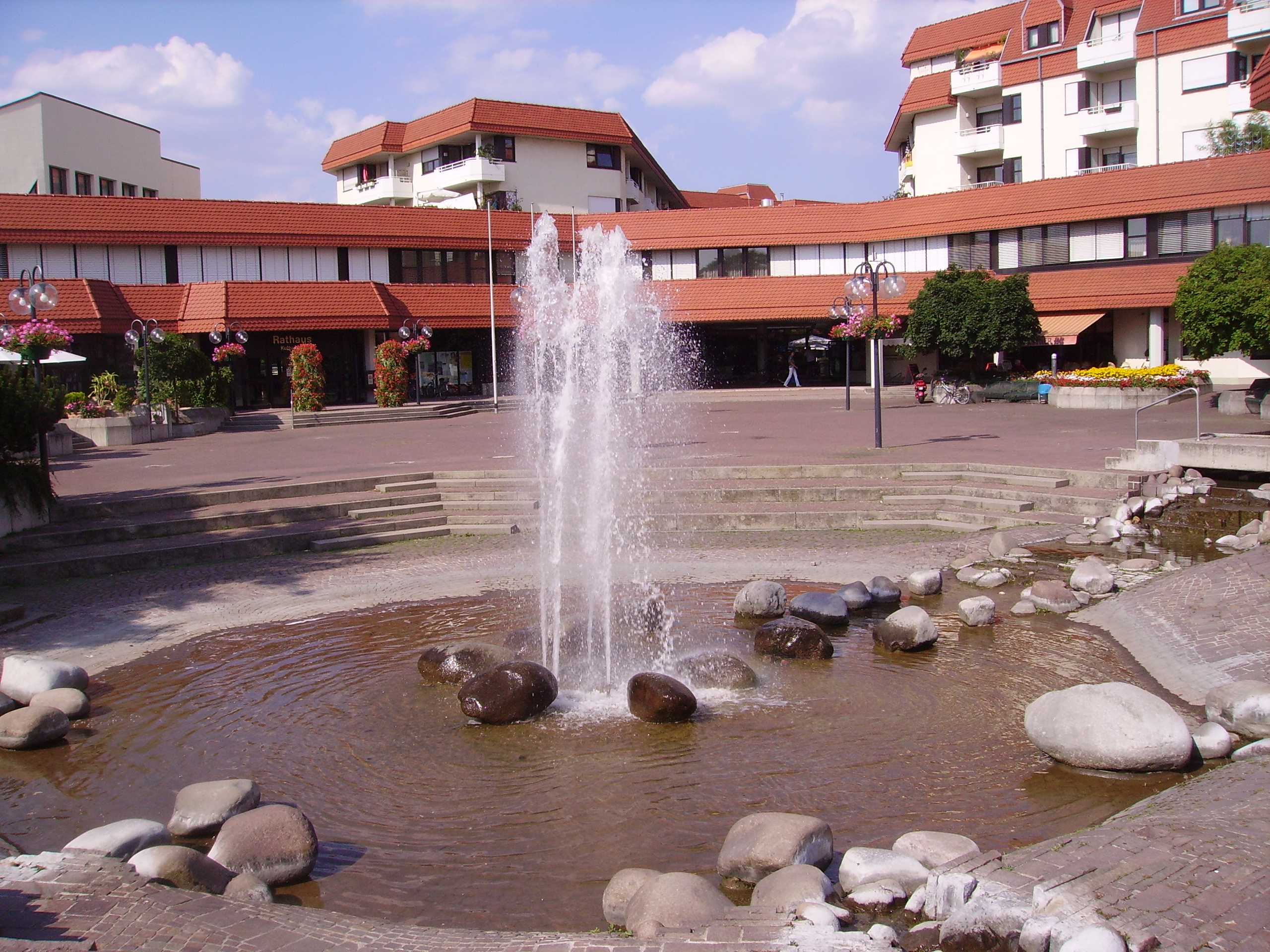
Burgunderplatz mit Rathaus
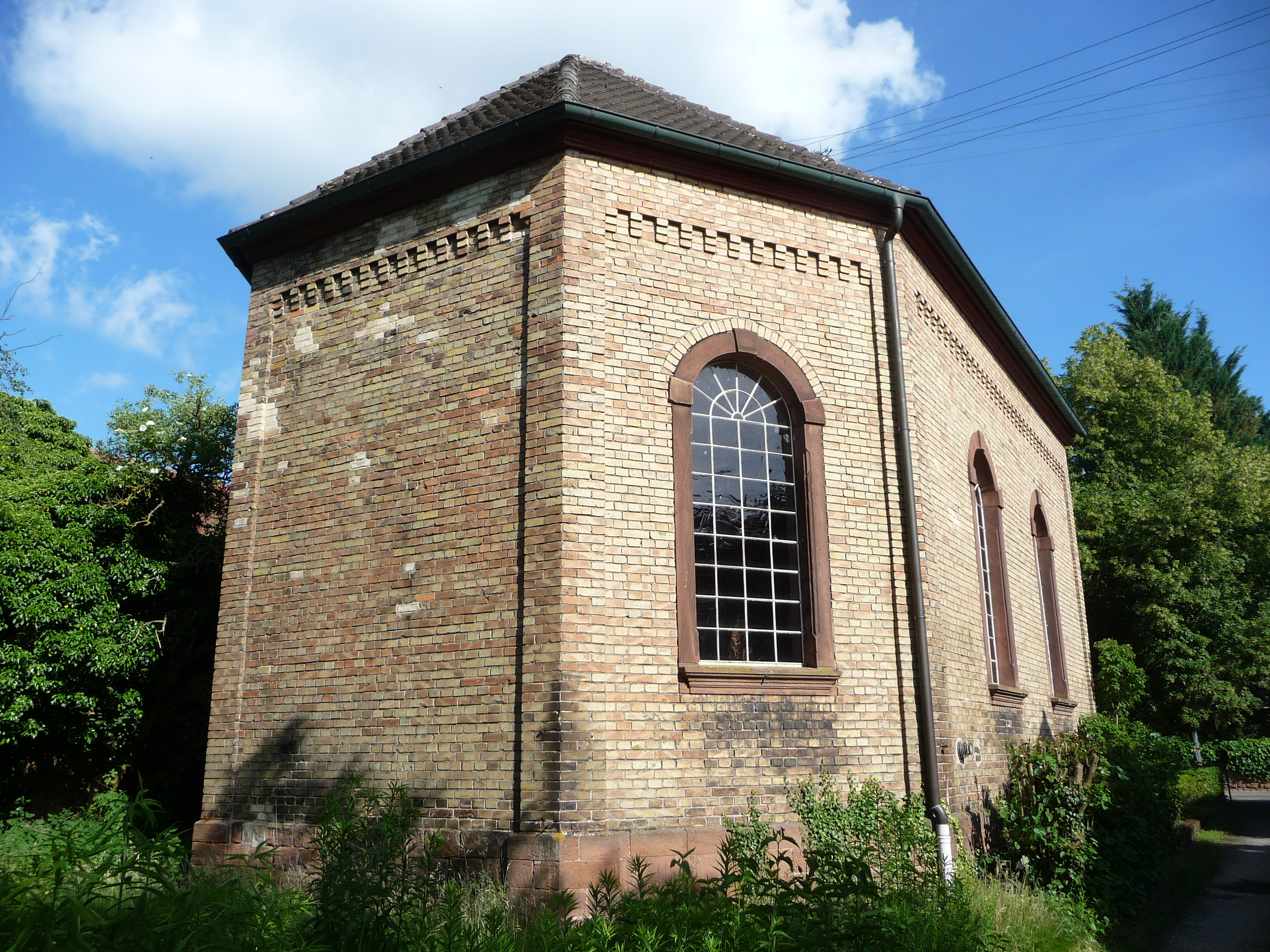
Mennonitenkirche im Kohlhof
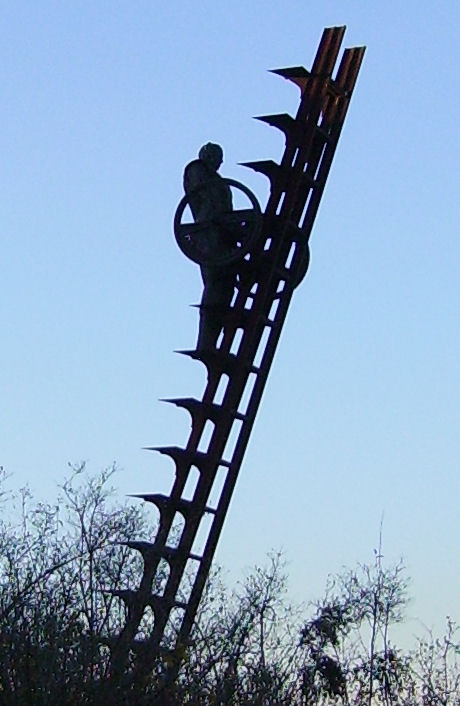
So genannter „Steiger“ am Ortseingang